# 시아파-수니파 관계
632년 무함마드의 계승을 둘러싼 문제는 무슬림들을 두 파벌로 나누었다. 한 파벌인 수니파는 사키파에서처럼 이슬람 공동체의 칼리파가 평의회에 의해 선출되어야 한다고 믿었다. 다른 한 파벌인 시아파는 무함마드가 자신의 사촌이자 사위인 알리 이븐 아비 탈리브를 후계자로 지명했다고 믿었다.
오늘날 시아파와 수니파 무슬림 사이에는 종교적 실천과 법학, 전통, 관습에 차이가 있다. 모든 무슬림 집단은 꾸란을 신성한 것으로 여기지만, 수니파와 시아파는 하디스에 대해 다른 견해를 가지고 있다.
최근 몇 년 동안 시아파와 수니파의 관계는 갈등으로 더욱 심화되었다. 1979년 이란 혁명 이후 이란이 고위 시아파 성직자가 통치하는 신정 이슬람 공화국으로 재편되면서 무슬림 세계 전역에 광범위한 영향을 미쳤다. 이라크 전쟁은 지역 권력 역학에 더욱 영향을 미쳐 이라크에서 시아파가 지배적인 세력으로 굳어졌다. 이란이 중동의 지역 강국으로 부상하고, 레바논에서 시아파에 유리한 정치 및 인구 변화가 일어나면서 수니파는 자신들의 수니-아랍 패권에 대한 우려를 높였다. 최근 몇 년 동안 이란-사우디아라비아 대리 분쟁과 파키스탄에서 예멘에 이르는 종파 폭력이 중동과 남아시아 전역에서 주요 갈등 요소가 되었다. 시아파가 주도한 2011년 바레인 봉기, 이라크 내전, 2013년~2017년 이슬람 국가와의 이라크 전쟁, 그리고 수니파가 주도한 시리아 내전과 같은 권력 투쟁 속에서 공동체 간의 긴장은 더욱 고조되었다. 자칭 이라크 레반트 이슬람 국가 (ISIS)는 시아파 박해를 시작했다.
정확한 수치는 논쟁의 여지가 있지만, 시아파는 세계 무슬림 인구의 약 10%를 차지하고, 수니파는 90%를 차지한다. 수니파는 전 세계 대부분의 무슬림 공동체에서 다수를 이룬다. 시아파는 이란, 이라크, 아제르바이잔의 시민 인구에서 다수를 차지하며, 바레인, 레바논, 사우디아라비아, 시리아, 예멘, 나이지리아, 아프가니스탄, 인도, 파키스탄, 차드, 튀르키예, 쿠웨이트에서는 소수이다.

## 인구 통계

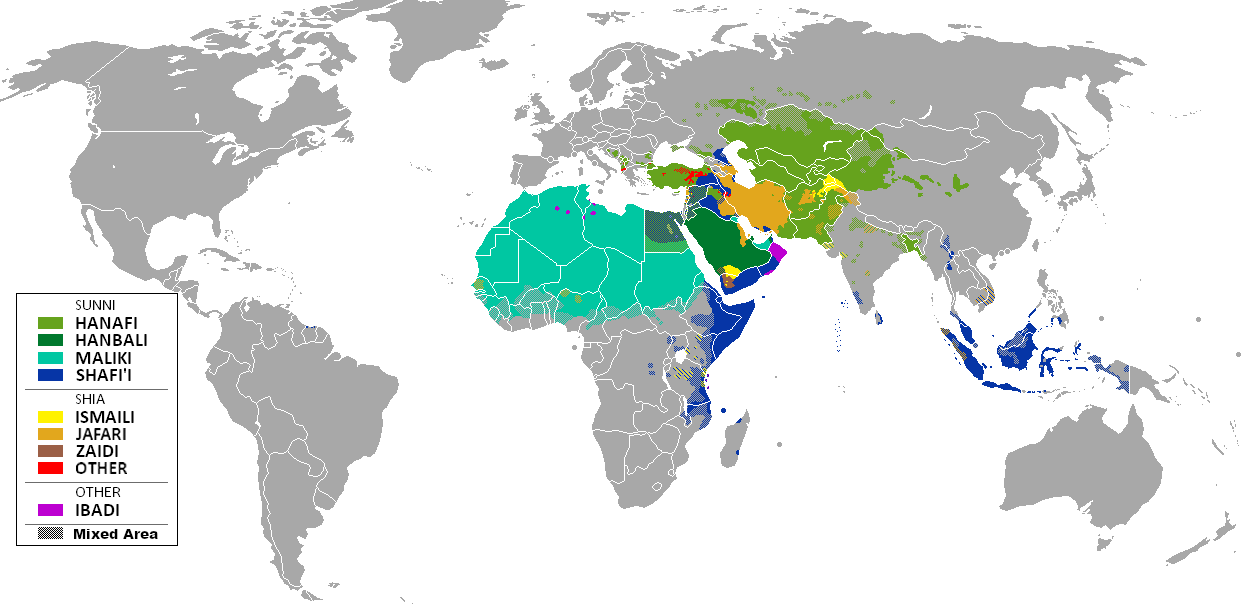
수니파, 시아파, 이바디파 분파의 분포

수니파 무슬림은 중앙아시아의 이슬람(중국의 이슬람 포함), 유럽의 이슬람(러시아의 이슬람 및 발칸반도 포함), 남아시아의 이슬람, 동남아시아, 아프리카의 이슬람, 아랍 세계, 튀르키예, 미국의 무슬림 등 대부분의 무슬림 공동체에서 대다수를 이룬다.
시아파는 세계 무슬림 인구의 약 10%를 차지한다. 시아파 내에서는 약 85%가 열두 이맘파이며, 열두 이맘파 내에서는 압도적 다수가 우술리 법학파를 따른다. 1501년부터 공식적으로 시아파 국가였던 이란에서는 약 90~95%의 무슬림이 시아파이다. 아제르바이잔 무슬림의 65~85%는 시아파이다. 주로 자이드파에 속하는 시아파는 예멘 인구의 큰 소수(35~45%)를 구성한다. 튀르키예 인구의 약 3~15%는 시아 이슬람의 알레비파에 속한다. 시아파는 쿠웨이트 시민의 약 25~30%를 차지하며, 바레인 무슬림 인구의 45~70%, 레바논의 31~32%, 사우디아라비아의 10~15%, 시리아의 15~20%, 파키스탄의 10~20%를 구성한다. 아프가니스탄의 약 7~20%, 나이지리아 무슬림의 5% 미만, 타지키스탄 인구의 약 5%가 시아파이다. 인도는 이라크만큼 많은 (잠재적으로) 시아파를 가지고 있다.
학자 발리 나스르는 수니파와 시아파 인구의 수치와 비율이 정확하지 않다고 말했다. "중동의 많은 지역에서 정확한 수치를 아는 것이 편리하지 않기 때문"이며, "특히 지배 정권에게는 더욱 그렇다"고 덧붙였다.

## 신념과 관행의 차이점

### 마흐디
마흐디는 이슬람의 예언된 구원자이다. 시아파와 수니파는 마흐디의 본성에 대해 다르지만, 양쪽 그룹의 많은 구성원은 마흐디가 세상의 종말에 나타나 완벽하고 정의로운 이슬람 사회를 이끌 것이라고 믿는다.
시아파 이슬람에서 "마흐디 상징은 강력하고 중심적인 종교적 사상으로 발전했다." 열두 이맘파는 마흐디가 무함마드 알 마흐디가 될 것이며, 그는 874년 이후 알라에 의해 숨겨진 은둔에서 돌아온 열두 이맘이 될 것이라고 믿는다. 주류 수니파의 신념은 다소 다르다. 마흐디는 수니파 종말론의 중요한 구성 요소이며, 그의 출현은 주요 징조 이전에 최후의 심판의 작은 징조 중 마지막으로 간주된다. 그들은 마흐디가 무함마드의 후손인 무함마드라는 이름을 가질 것이며 신앙을 부활시킬 것이라고 믿는다.

### 하디스
시아파는 수니파가 순나의 일부이자 신성한 법률 및 종교 관행의 기초로 사용하는 무함마드의 하디스 중 일부를 수용한다. 또한, 그들은 무함마드에게 직접 귀속되지 않은 아흘 알 바이트의 말을 하디스로 간주한다. 시아파는 수니파 하디스가 시아파 출처에도 기록되어 있거나 기록 방법론이 입증될 수 없는 한 많은 수니파 하디스를 받아들이지 않는다.
일부 수니파가 받아들인 하디스(예: 아이샤 또는 아부 후라이라의 하디스)는 시아파에게 덜 선호된다(아이샤는 알리를 반대했고 아부 후라이라는 알리의 적으로 간주되며 시아파에 따르면 무함마드의 죽음 전에 생애의 4년 동안만 무슬림이었다. 그는 4년 동안만 무함마드를 동반했지만, 아부 바크르와 알리 각자보다 10배나 많은 하디스를 기록했다).

### 수피즘
시아파와 수피즘은 코란의 내적 의미에 대한 믿음, 특정 인간(수피의 성인, 시아의 이맘)에 대한 특별한 지위, 그리고 알리와 무함마드 가족에 대한 숭배 등 여러 특징을 공유한다고 한다.

### 신앙의 기둥
이슬람의 다섯 기둥(아랍어: أركان الإسلام)은 모든 무슬림에게 부과되는 다섯 가지 의무를 지칭하는 용어로, 수니파와 시아파 모두에게 공통적으로 적용된다. 이 의무들은 샤하다(신앙 고백), 살라트(기도), 자카트(자선), 사움(금식, 특히 라마단 기간 중), 그리고 하즈(메카로의 성지 순례)이다. 이 외에도 시아파 신학에는 종교 전체를 정의하는 두 가지 개념이 있다. 이들은 종교의 뿌리(우술 알-딘)와 종교의 가지(푸루 알 딘)이다.

### 관행
수니파와 시아파는 관찰만으로도 많은 차이를 발견할 수 있다.

#### 살라트

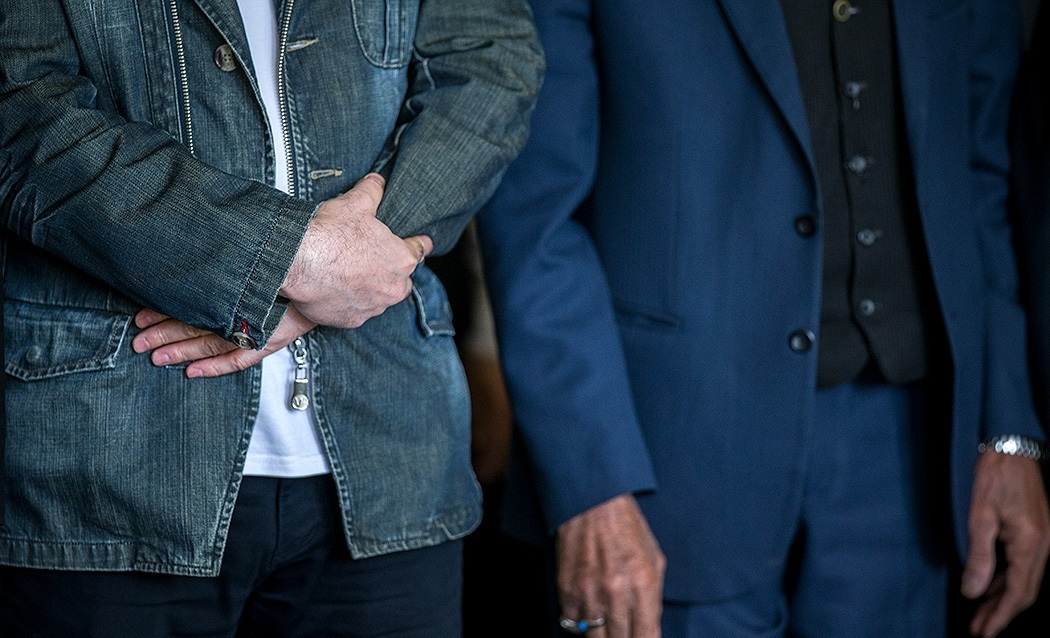
2018년 3월 16일 이란 테헤란 금요 기도회에서 팔을 잡는 방식이 다른 수니파 무슬림(왼쪽)과 시아파 무슬림(오른쪽).

살라트 시 절할 때, 시아파는 기도 매트 위에 직접 대는 대신, 점토판(모흐르)이나 흙(투르바)과 같은 자연 발생 물질 위에 이마를 댄다.
하루 중 다른 시간에 다섯 번의 살라트 기도가 있지만, 수니파와 달리 일부 시아파는 두 세트의 기도를 합쳐서(1+2+2, 즉 파즈르는 따로, 주흐르는 아스르와 함께, 마그립은 이샤와 함께) 하루에 다섯 번 기도하지만, 수니파 법학파에서 요구하는 것처럼 기도 사이에 간격을 두는 대신 기도 사이에 아주 짧은 휴식을 취한다.
시아파와 수니파 말리크파의 추종자들은 기도 중에 손을 옆구리에 두는 반면, 다른 학파의 수니파는 팔을 엇갈려(오른쪽이 왼쪽 위로) 손을 잡는다. 수니파 학자들(특히 말리크파)은 양쪽 모두 허용된다고 일반적으로 여긴다.

#### 무타 결혼과 미시야르 결혼
시아 이슬람의 열두 이맘파는 니카 무타—정해진 기간의 임시 결혼—를 허용한다. 이 관행은 수니파 공동체, 이스마일리아 시아파, 또는 자이드 시아파에서는 허용되지 않는데, 이들은 이를 결혼이 아닌 계획되고 합의된 음행으로 간주한다. 이 학파들은 우마르가 통치 기간 동안 이를 금지하기 전까지 무타가 허용되었다고 믿는다. (무타는 만료일이 없으며 일부 수니파가 허용하는 미시야르 결혼 또는 '아르피 결혼'과 다르다. 미시야르 결혼은 전통적인 이슬람 결혼과 달리 남성이 여성에 대한 재정적 책임이 없다는 점에서 다르다. 남성은 미시야르 결혼에서 원할 때 언제든지 여성과 이혼할 수 있다.)

#### 히잡과 의복
수니파와 시아파 여성 모두 히잡을 착용한다. 경건한 시아파 여성들은 전통적으로 검은색 옷을 입으며, 페르시아만 지역의 일부 수니파 여성들도 그렇다. 일부 시아파 종교 지도자들도 검은색 로브를 입는다. 주류 시아파와 수니파 여성들은 히잡을 다르게 착용한다. 일부 수니파 학자들은 공공장소에서 얼굴을 포함한 모든 신체 부위의 가림을 강조하는 반면, 일부 학자들은 히잡에서 얼굴을 제외한다. 시아파는 히잡이 얼굴의 윤곽과 턱까지 덮어야 한다고 믿는다. 수니파와 마찬가지로 이란과 이라크의 일부 시아파 여성들은 공공장소에서 얼굴을 가리기 위해 검은색 차도르를 손으로 잡는다.

#### 이름
무슬림은 종종 유명한 초기 무슬림의 이름을 따서 지어지므로, 시아파의 이름은 아흘 알 바이트의 이름에서 유래하는 경우가 많다. 특히 파테마, 자이납, 알리, 압바스, 하산, 후사인과 같은 이름은 시아파에게서 유달리 흔하며, 반면 우마르, 우스만, 아부 바크르, 아이샤는 수니파에게는 매우 흔하지만 시아파에게는 매우 드물다.

#### 순례
하즈로 알려진 메카 순례는 수니파와 시아파 모두에게 이슬람의 기둥 중 하나이지만, 시아파는 순례(지야라트)를 하는 다른 성지가 많다. 그 중에는 메디나 근처의 알바키 공동묘지, 이라크의 나자프와 카르발라, 이란의 곰과 마슈하드가 있다.

## 초기 및 전근대사
시아파의 기원은 무함마드의 계승과 알리 이븐 아비 탈리브 또는 쿠라이시족의 더 경험 많은 구성원이 계승해야 하는지에 대한 응답으로 나타났다. 시아파의 개념은 카르발라 전투(680년) 사건을 중심으로 더욱 명확해졌는데, 이 전투에서 알리의 아들이자 무함마드의 손자인 후사인 이븐 알리가 많은 지지자들과 함께 전사했다. 그리하여 정치적 분열은 훨씬 더 개인적인 분열로 변모했고, 피의 복수로 특징지어졌으며, 더 나아가 분기하는 원인이 되었다.
그럼에도 불구하고 13세기에서 14세기에 이르러 수니파와 시아파의 관행은 매우 밀접하게 얽혀 있었고, 오늘날 시아파 이슬람과 일반적으로 연관되는 알리나 자파르 알 사디크와 같은 인물들은 무슬림들에게 영향력 있는 역할을 했다.

### 아바스 시대

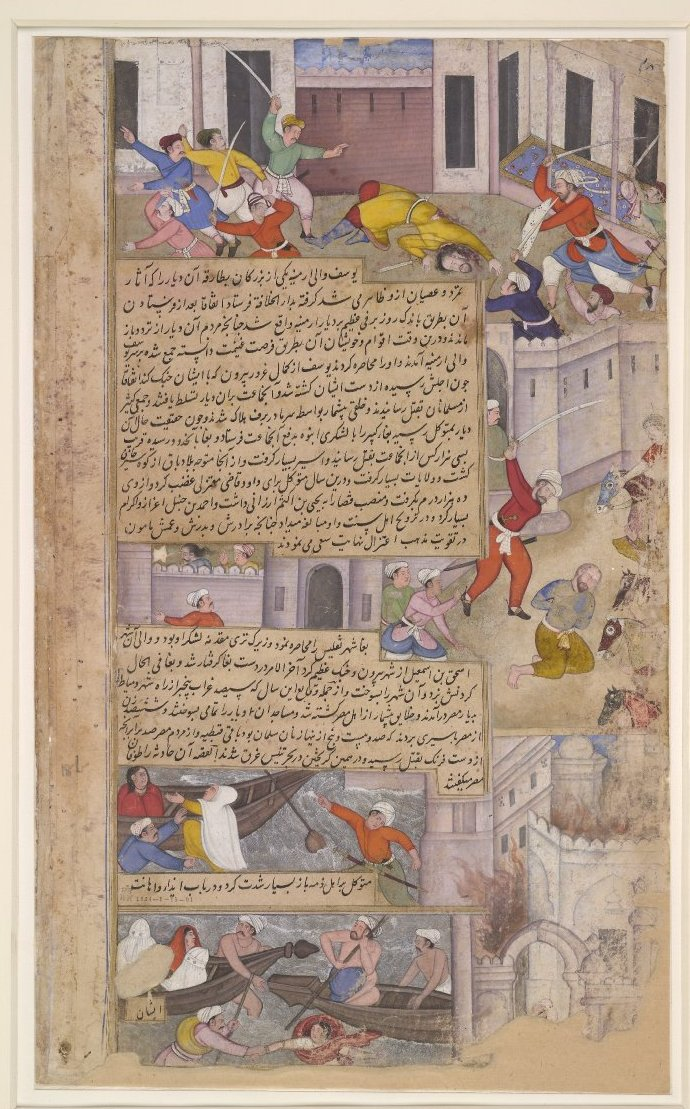
무굴 제국 시대 필사본에서 규탄된 카르발라에 있는 후사인 이븐 알리의 무덤 파괴.

우마이야 칼리파국은 750년 새로운 왕조인 아바스 칼리파국에 의해 전복되었다. 초대 아바스 칼리파인 아스 사파흐는 무함마드의 삼촌인 '압바스 이븐 '압드 알무탈리브의 혈통을 강조하여 우마이야에 대항하는 캠페인에서 시아파의 지지를 얻었다. 시아파는 또한 그가 칼리파 직분, 또는 적어도 종교적 권위가 시아파 이맘에게 부여될 것이라고 약속했다고 믿는다. 아스 사파흐는 칼리파의 시간적, 종교적 권위를 모두 맡았다. 그는 우마이야 왕조의 계승 관행을 계속했고, 그의 형제인 아부 자파르 알만수르가 754년에 그를 계승했다. 여섯 번째 시아파 이맘인 자파르 알 사디크는 알만수르의 통치 중에 사망했으며, 그가 칼리파의 명령으로 살해되었다는 주장이 있었다. (그러나 아바스 왕조의 이슬람 학자 박해는 시아파에만 국한되지 않았다. 예를 들어 아부 하니파는 알만수르에 의해 투옥되고 고문을 당했다.)
시아파 자료는 더 나아가 열 번째 아바스 칼리파인 알무타와킬의 명령으로 카르발라에 있는 세 번째 이맘인 후사인 이븐 알리의 무덤이 완전히 파괴되었고, 시아파는 때때로 집단으로 참수되거나, 산 채로 묻히거나, 심지어 건설 중인 정부 건물 벽 안에 산 채로 놓이기도 했다고 주장한다. 시아파는 그들의 공동체가 대부분 숨어서 외부적인 표명 없이 비밀리에 종교 생활을 계속했다고 믿는다.

### 이라크
많은 시아파 이란인들은 16세기에 현재의 이라크로 이주했다. "근대 이라크가 형성되었을 때, 카르발라 인구의 일부는 이란인이었다고 한다." 시간이 흐르면서 이 이민자들은 아랍어와 아랍 정체성을 받아들였지만, 그들의 기원은 "불공평하게 이란의 하수인으로 낙인찍히는" 데 사용되었다. 그러나 이 시아파 중 상당수는 이라크, 레바논, 바레인 부족에 뿌리를 둔 사예드 가문 출신이며, 그 중 하나는 알무사위 부족이고, 이로부터 파생되어 이라크에 정착하기 전 한동안 이란에 살았던 두 유력 가문은 알카즈위니 가문과 알샤흐리스탄 가문이다. 다른 이라크 시아파는 수니파와 마찬가지로 이라크에 깊은 뿌리를 둔 아랍 민족 아랍인이다.

### 페르시아
샤피이파 수니 이슬람은 사파비 제국이 흥기하기 전까지 이란 대부분 지역에서 지배적인 이슬람 형태였다. 비록 이스마일파의 상당한 하층부와 열두 이맘파의 큰 소수가 페르시아 전역에 존재했지만 말이다. 수니파의 헤게모니는 이란 내 시아파의 존재를 약화시키지 않았다. 시아파 네 권의 책의 저자들은 이란인이었으며, 다른 많은 학자들도 마찬가지였다. 모르테자 모타하리에 따르면:
이란인 대다수는 사파비 시대 이후 시아파로 개종했다. 물론 이란의 환경이 다른 이슬람 세계의 모든 지역에 비해 시아파가 번성하는 데 더 유리했다는 점은 부인할 수 없다. 시아파는 이란에서 점진적으로 침투할 수 있었던 정도로 다른 어떤 땅에도 침투하지 못했다. 시간이 지남에 따라 시아파를 실천하려는 이란인들의 준비는 날마다 커졌다. 만약 시아파가 이란 정신에 깊이 뿌리내리지 않았다면, 사파비 왕조(907–1145/1501–1732)는 단순히 정치적 권력을 장악함으로써 이란인들을 시아파 신조 아흘 알 바이트로 개종시키는 데 성공하지 못했을 것이다.

#### 사파비 왕조 이전

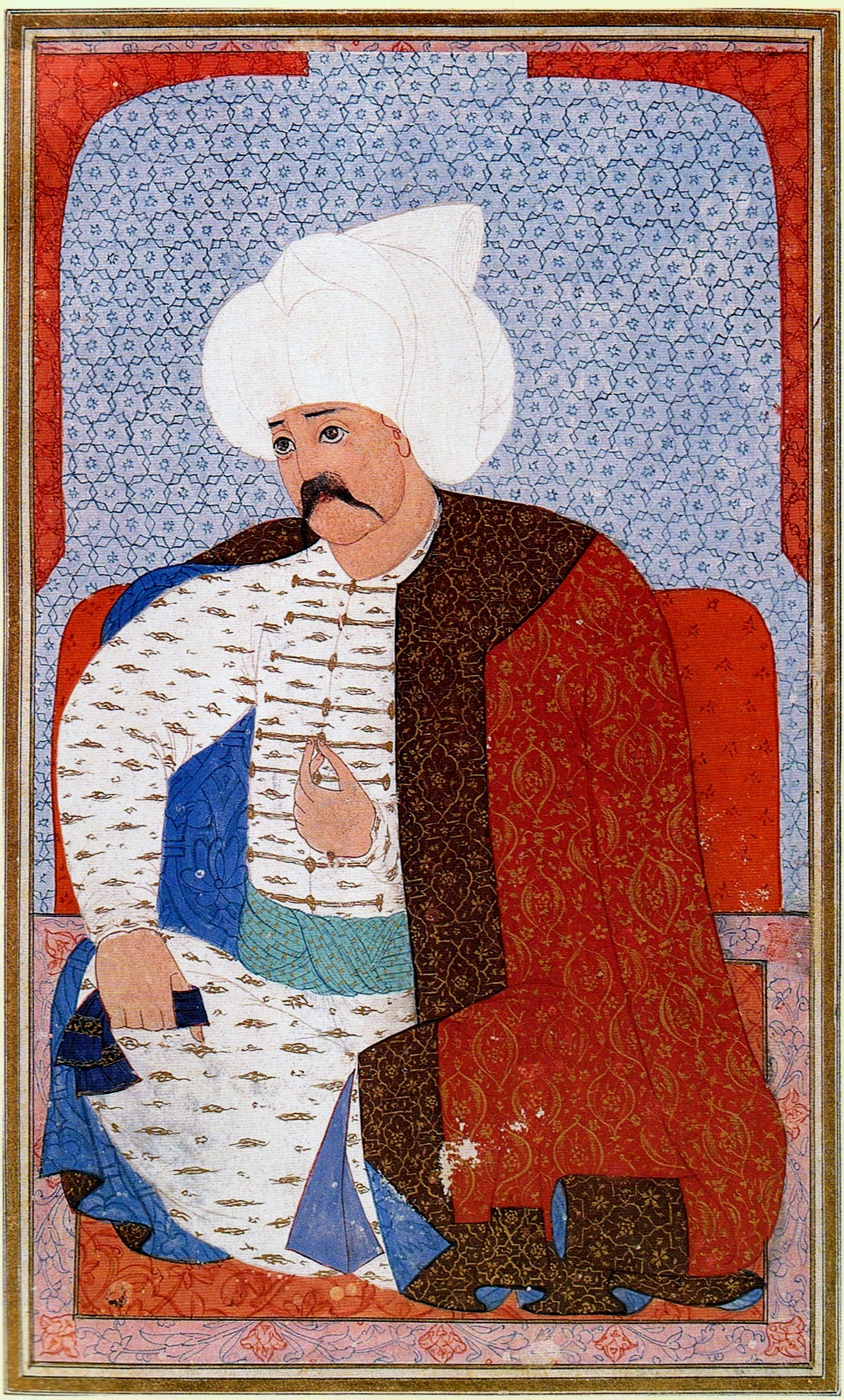
찰디란 전투에서 시아파 사파비 왕조와 이스마일 1세에게 결정적인 타격을 입힌 셀림 1세. 이 전투는 역사적으로 중요한 의미를 지닌다.

첫 9세기 동안 수니파의 지배는 이란의 종교사를 특징짓는다. 이 일반적인 지배에는 타바리스탄의 자이드파, 부와이흐 왕조, 술탄 울제이투 (재위 1304–1316)의 통치, 그리고 사르베다란의 형태로 나타난 일부 예외가 있었다. 그럼에도 불구하고, 이러한 지배 외에도 첫 9세기 동안 이 땅의 많은 수니파들 사이에 시아파적 경향이 존재했으며, 둘째, 이란의 일부 지역에서는 열두 이맘파와 자이드 시아파가 우세했다. 이 기간 동안 이란의 시아파는 쿠파, 바그다드, 그리고 나중에 나자프와 알힐라에서 양육되었다. 시아파는 타바리스탄, 곰, 카샨, 아바지, 사브제바르에서 지배적이었다. 다른 많은 지역에서는 시아파와 수니파 인구가 혼재되어 있었다.
최초의 자이드파 국가는 864년 다일라만과 타바리스탄(북부 이란)에서 알라비조에 의해 세워졌으며, 928년 사만 왕조의 손에 지도자가 사망할 때까지 지속되었다. 약 40년 후 이 국가는 길란(북서부 이란)에서 부활하여 1126년까지 하사니드 지도자들 아래에서 존속했다. 그 후 12세기에서 13세기에는 다일라만, 길란, 타바리스탄의 자이드파는 예멘의 자이드파 이맘이나 이란 내의 경쟁 자이드파 이맘들을 인정했다.
자이드파였으며 페르시아의 지방뿐만 아니라 칼리파국의 수도인 바그다드, 심지어 칼리파 자신에게도 상당한 영향력을 행사했던 부와이흐 왕조는 시아파 사상의 확산과 전파를 위한 독특한 기회를 제공했다. 이러한 시아파의 정부 내부 확산은 시아파가 칼리파국의 권력에 의존하여 자신들을 반대하는 자들에게 맞설 수 있도록 했다.
열두 이맘파는 네 단계를 거쳐 아랍 지역에서 이란으로 들어왔다. 첫째, 7세기 말과 8세기 동안 아샤리즈를 통해. 둘째, 사브제바르의 제자들을 통해, 특히 알샤이흐 알무피드의 제자들을 통해, 이들은 레이와 사브자바르 출신이었고 이들 도시에 거주했다. 셋째, 알힐리와 그의 아들 파크르 알무하크키킨의 지도 아래 힐라 학파를 통해. 넷째, 16세기와 17세기 동안 그 지역이나 이라크에 거주하며 나중에 이란으로 이주한 자발 아멜의 학자들을 통해.
다른 한편, 이스마일파의 다와 ("선교 기관")는 파티마 칼리파국 시대에 선교사(두아트, 단수 다이)를 페르시아로 보냈다. 이스마일파가 두 분파로 나뉘었을 때, 니자리파는 페르시아 북부에 본거지를 세웠다. 하산 사바흐는 요새들을 정복하고 1090년에 알라무트를 점령했다. 니자리파는 몽골이 1256년에 최종적으로 점령하고 파괴할 때까지 이 요새를 사용했다.
몽골족과 아바스 왕조의 몰락 이후, 수니파 울라마는 큰 고통을 겪었다. 칼리파국의 파괴 외에도 공식적인 수니파 법학파가 없었다. 많은 도서관과 마드라사는 파괴되었고 수니파 학자들은 아나톨리아와 이집트와 같은 다른 이슬람 지역으로 이주했다. 대조적으로, 대부분의 시아파는 이때 이란에 중심이 없었기 때문에 크게 영향을 받지 않았다. 처음으로 시아파는 다른 무슬림들을 자신들의 운동으로 공개적으로 개종시킬 수 있었다.
이 시기에 마라시와 사르베다란과 같은 여러 지역 시아파 왕조가 세워졌다. 카라 코윤루 왕조의 왕들은 타브리즈를 통치하며 파르스주와 케르만까지 영토를 확장했다. 이집트에서는 파티마 정부가 통치했다.
솔터니예의 유명한 건축가인 울제이투는 몽골족 중 처음으로 시아파로 개종한 사람 중 한 명이며, 그의 후손들은 수년간 페르시아를 통치하며 시아파 사상 확산에 중요한 역할을 했다. 수피즘은 이 시기에 시아파 확산에 중요한 역할을 했다.
몽골 침략 이후 시아파와 수피즘은 다시금 여러 면에서 밀접한 관계를 형성했다. 몽골족에게 권력을 잃은 이스마일파 일부는 지하로 숨어들었다가 나중에 수피교단 내에서 또는 기존 교단의 새로운 분파로 나타났다. 13세기부터 16세기까지 열두 이맘파 시아파 내에서 수피즘이 공식 시아파 서클 내에서 성장하기 시작했다.
후루피즘과 샤샤의 극단주의 종파는 시아파와 수피적인 배경에서 직접적으로 성장했다. 장기적으로 볼 때 이러한 종파들보다 더 중요한 것은 이 시기에 페르시아에서 확산되어 사파비 왕조의 시아파 운동을 위한 토대를 마련하는 데 도움이 된 수피교단들이었다. 이 시아파와 수피즘의 관계 문제에서 특히 중요한 두 교단은 니마툴라히 교단과 누르바크시 교단이다.— 호세인 나스르

#### 사파비 왕조 이후
이스마일 1세는 시아파를 사파비 제국의 공식 종교로 인정하는 종교 정책을 시작했고, 현대 이란과 아제르바이잔이 시아파가 다수인 국가로 남아 있는 것은 이스마일의 행동의 직접적인 결과이다.

사파비 제국의 이스마일 1세는 1508년에 아부 하니파와 수피파의 압둘 카디르 길라니의 묘를 파괴했다. 1533년, 오스만 제국은 이라크를 재정복하고 수니파 성지를 재건했다.

그러나 이스마일의 신민 대부분은 수니파였다. 그 결과 그는 강압적으로 시아파를 국교로 강제했고, 반대하는 자들을 처형했다. 이러한 압력 하에 사파비 왕조의 신민들은 개종하거나 개종하는 척했다. 하지만 18세기 사파비 왕조가 끝날 무렵에는 인구의 대부분이 진정으로 시아파가 되었을 것으로 추측되며, 오늘날 대부분의 이란인들은 시아파이지만 여전히 수니파 소수 민족이 존재한다.
사파비 왕조가 권력을 잡자마자 학자들의 이주가 시작되었고 그들은 이란으로 초청되었다... 학자들의 이주와 더불어, 아랍어권 지역에서 시아파 서적과 저술도 이란으로 들어와 이란의 종교 발전에 중요한 역할을 했다... 사실, 셰이크 무피드와 셰이크 투시가 지도한 시기부터 이라크는 시아파의 중심 학술지였다. 이 중심 지위는 사파비 시대에 2세기 반 동안 이란으로 옮겨졌고, 그 후 부분적으로 나자프로 돌아왔다... 사파비 시대 이전에는 시아파 필사본이 주로 이라크에서 쓰였지만, 사파비 통치 수립과 함께 이 필사본들은 이란으로 옮겨졌다.

이는 이란과 경쟁국인 오스만 제국 사이에, 특히 찰디란 전투 이후 큰 격차를 초래했다. 이 격차는 20세기까지 계속되었다.
페르시아의 사파비 왕조는 18세기에 동이란의 호타키 제국 수니파 무슬림에게 폐위되었다. 오늘날 아프가니스탄은 대부분 수니파 국가이지만 이란은 시아파가 다수이다.

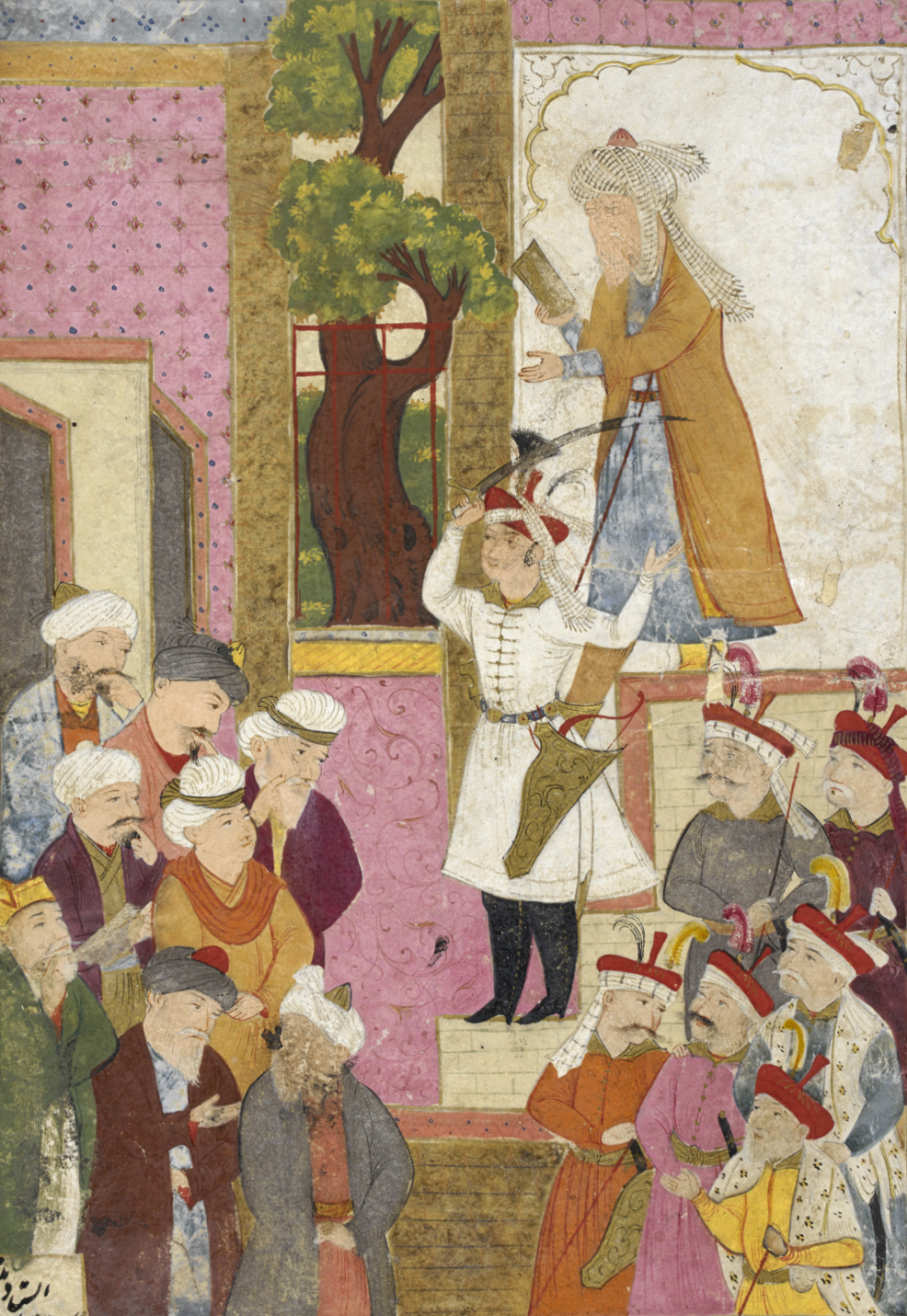
샤 이스마일이 시아파 이슬람을 왕국의 국교로 선포하는 모습 – 1501년 타브리즈 중앙 모스크.
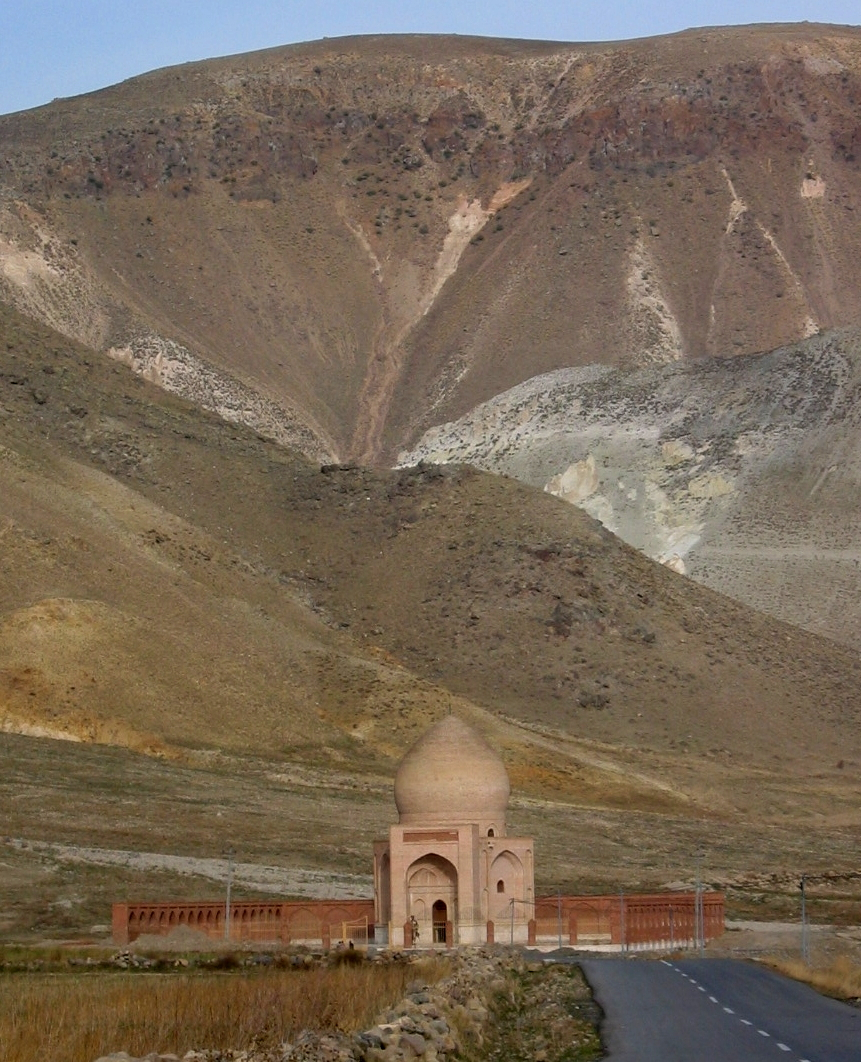
수니파 오스만 제국과 시아파 사파비 제국 사이에 벌어진 찰디란 전투를 기념하는 기념물.

### 헤자즈
메카와 메디나의 성지에서는 무슬림(시아파 포함)이 하즈를 행하는데, 시아파와 수니파 간의 긴장이 고조되기도 했다. 역사학자 마틴 크레이머는 수니파와 시아파 모두 서로에 대해 "터무니없는" 명예 훼손 루머를 퍼뜨렸다고 기록한다. 수니파는 시아파가 카바를 배설물로 더럽혔다고 주장했고, 시아파는 수니파가 모든 형태의 분쟁과 유혈 사태가 금지된 성지에서 시아파 순례자들의 생명을 "몰수할 수 있다"고 여겼다고 주장했다.
1853년 변장하고 메카로 여행했던 비무슬림 영국 탐험가 리처드 프랜시스 버턴에 따르면, 시아파가 하즈를 행할 때,
"그는 구타당하지 않고 그것을 극복한다면 행복할 사람이다. [왜냐하면] 알 히자즈의 어떤 곳에서도 그들은 욕설과 구타로부터 잠시도 안전하지 않다."

그러나 "후기 오스만 시대"에는 관용이 상당한 수준에 이르러 시아파들이 지다(메카에서 65km)에서 무하람을 공개적으로 지킬 수 있었다. 1885년 하즈를 행했던 이란 시아파는 다음과 같이 보고했다.
이전에는 메카에서 주민들이 시아파 이란 순례자들을 심하게 박해하여 완전한 위장을 해야 했다. 요즘에는 오스만 정부의 약화와 그곳에서 시행되는 유럽식 민법, 그리고 이란 정부의 강세로 인해 이러한 관행이 완전히 사라졌다. 이란인들에게는 아무런 해악도 가해지지 않는다. 그들이 위장을 하지 않더라도 아무도 그들을 괴롭히지 않을 것이다.

### 레반트

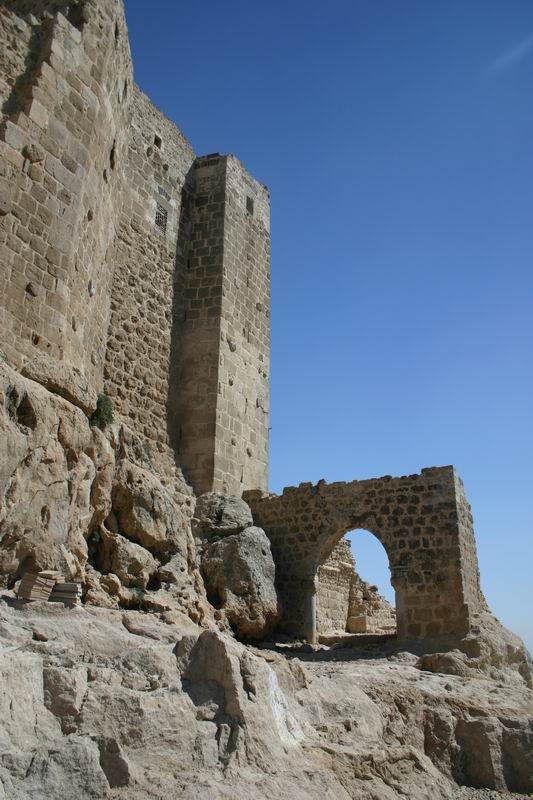
라시드 앗딘 시난, 마시아프의 이스마일파 대사부로서 자신의 종파가 통제하는 소규모 영토에 대한 살라딘의 공격을 성공적으로 저지했다.

레반트에서 시아파 신앙은 10세기 초에 시작된 함단 왕조 통치 기간에 퍼지기 시작했다. 이어서 11세기에는 미르다스 왕조 시아파 에미르국이 알레포를 중심으로 형성되었다.
10세기와 11세기 동안 레반트를 통과하는 무슬림 여행자들, 특히 지리서 "지역 지식의 최선 분할"을 저술한 알마크디시와 이븐 주바이르의 일반적인 관찰에 따르면, 시아파 무슬림이 이 시기 레반트 지역, 특히 다마스쿠스, 티베리아스, 나블루스, 티르, 홈스, 자발 아멜의 인구 대부분을 차지했다. 1045년에 예루살렘을 방문하여 "예루살렘 인구는 약 2만 명이며, 주민 대부분은 시아파 무슬림이다"라고 보고한 나시르 후스라우의 기록도 이를 뒷받침한다. 그러나 젠기 왕조와 아이유브 왕조의 도래와 함께 개종과 이주로 인해 시아파 인구는 크게 줄어들었다.
1305년, 수니파 맘루크는 레바논 해안 산악 지역의 시아파 지배를 없애기 위한 대규모 캠페인을 벌였다. 이 캠페인으로 인해 대부분의 시아파는 뿔뿔이 흩어졌고, 일부는 남쪽의 자발 아멜로, 일부는 베카아로 도피했으며, 매우 소수의 시아파는 1517년 오스만 제국이 들어설 때까지 타끼야 관행을 따랐다. 레반트의 많은 시아파는 그들의 신앙 때문에 살해당했다. 이 중 한 명은 시아파 법학의 위대한 인물 중 한 명인 무함마드 자말루딘 알마키 알아밀리로, 1384년 다마스쿠스에서 살해당했다.
샤합 알딘 수흐라와르디는 또 다른 저명한 학자로, 바티니 가르침과 철학을 퍼뜨린 혐의로 알레포에서 살해당했다.
1802년 4월 21일, 제1차 사우디 왕국의 두 번째 통치자인 압둘아지즈 빈 무함마드의 지휘 아래 약 12,000명의 와하브 수니파가 카르발라를 공격하고 약탈하여 2,000명에서 5,000명의 주민을 살해하고 무함마드의 손자이자 알리 이븐 아비 탈리브의 아들인 후사인 이븐 알리의 무덤을 약탈했다.:74 무덤에 축적된 금, 페르시아 카펫, 돈, 진주, 총을 포함한 대량의 전리품을 압수하고 돔을 파괴했다. 공격은 8시간 동안 지속되었으며, 그 후 와하비파는 4,000마리 이상의 낙타에 전리품을 싣고 도시를 떠났다.

### 캅카스 지역
샤마흐 약탈은 1721년 8월 18일에 일어났는데, 사파비 제국의 수니파 레즈긴인 15,000명이 샤마흐(현재의 아제르바이잔)의 시르반주 수도를 공격하여 4,000~5,000명의 시아파 주민을 학살하고 도시를 약탈했다.

### 인도

#### 카슈미르
타라지스(습격)로 알려지게 된 수니파 습격은 시아파 공동체를 사실상 황폐화시켰다. 역사는 15세기에서 19세기 사이에 1548, 1585, 1635, 1686, 1719, 1741, 1762, 1801, 1830, 1872년에 10번의 타라지, 즉 타라지-에-시아가 있었다고 기록한다. 이 습격 동안 인도 카슈미르 지역의 시아파 거주지는 학살당하고 그들의 도서관은 불에 탔으며, 그들의 성지는 훼손되고 약탈당했다.

#### 무굴 제국
인도의 시아파는 일부 수니파 통치자와 무굴 황제의 박해에 직면했으며, 그 결과 카지 누룰라 슈스타리 (제3의 순교자로도 알려짐)와 미르자 무함마드 카밀 데흘라비 (제4의 순교자로도 알려짐)와 같은 시아파 학자들이 살해당했다. 이들은 시아파 이슬람의 5대 순교자 중 두 명이다. 그 후 몇 년 동안 카슈미르의 시아파는 그들의 역사상 가장 잔혹한 시기를 겪어야 했다.

#### 20세기
수니파와 시아파 간의 충돌은 20세기 인도에서도 간헐적으로 발생했으며, 특히 1904년에서 1908년 사이에 심했다. 이러한 충돌은 시아파가 처음 세 칼리파를 공개적으로 저주하고 수니파가 그들을 칭찬하는 것을 둘러싸고 일어났다. 폭력을 중단시키기 위해 1909년에는 아슈라, 아르바인, 알리의 사망일인 라마단 21일 등 가장 민감한 세 날에 공개 시위가 금지되었다. 종파 간 폭력은 1935~36년에 다시 불거졌고, 1939년에는 수천 명의 수니파와 시아파가 공개 시위 금지령을 어기고 거리로 나섰다. 시아파는 인도와 파키스탄 무슬림 인구의 10~15%를 차지하고, 방글라데시 무슬림 인구의 1% 미만을 차지하는 것으로 추정되지만, 두 집단 간의 혼합과 시아파의 타끼야 관행으로 인해 전체 수를 정확히 추정하기는 어렵다.

## 근대사

### 1919년~1979년
적어도 한 학자는 오스만 제국의 붕괴부터 아랍 민족주의의 쇠퇴까지의 기간을 전통주의 수니파와 시아파 무슬림 사이의 상대적 단결과 조화의 시기로 본다. 이는 공동의 위협, 즉 세속주의—처음에는 유럽 식민지주의, 그 다음에는 아랍 민족주의—로부터 포위당했다는 느낌으로 인해 단결이 이루어졌다.
수니파와 시아파 협력의 한 예는 제1차 세계 대전에서 칼리파국의 본거지였던 오스만 제국이 패배한 후 남아시아를 휩쓴 킬라파트 운동이었다. 시아파 학자들은 1931년 예루살렘에서 열린 칼리파국 회의에 참석하여 "칼리파국을 옹호했다." 이는 신학적으로 시아파가 이맘이 칼리파가 아닌 무함마드의 계승자라고 주장하고, 칼리파국이 시아파가 아닌 수니파 권위의 "주요 기관"이었다는 사실에도 불구하고 이루어졌다. 이는 "세속주의와 식민주의"라는 이중 위협에 직면한 전통주의자들의 단결로 묘사되었다.
하지만 그렇다고 해서 마찰이 전혀 없었던 것은 아니다. 오스만 제국은 스스로를 수니파 이슬람의 수호자로 자처했다. 이는 부분적으로 16세기 시아파 정체성을 중심으로 형성된 사파비 제국과의 갈등에서 시작되었다. 사파비 왕조의 몰락 이후, 오스만 제국의 이러한 자기 정체성은 즉각적인 시아파 '위협'이 없었기 때문에 약간 흔들렸다. 19세기 후반, 술탄 압둘 하미드 2세의 통치 아래, 제국의 수니파 이슬람적 특성은 다시 민족주의적 정체성으로 동원되었다. 이러한 맥락에서 타끄리브라고도 불리는 이슬람 교회 일치 운동에 대한 시아파와 수니파 사상가들 간의 대화와 논쟁이 이루어졌다. 이러한 논의는 서로의 정당성이라는 주제를 중심으로 이루어졌으며, 많은 이슬람 지식인과 정치계 인사들이 참여했다. 이러한 논의에는 아즈하리 셰이크 무스타파 알아라기, 라시드 리다, 그리고 압드 알후세인 샤라프 알딘 알무사위의 기여가 포함되었고, 20세기 후반 마흐무드 샬투트의 파트와로 절정에 달했다.
20세기 초에는 구 오스만 제국 지역이 새로운 식민지 보호국 또는 (반)독립적인 민족 국가로 분할되었다. 이는 이전에 더 통일된 시스템 아래에 있던 지역에서 종파, 마드하브, 교파가 다르게 관리되었음을 의미한다. 예를 들어 레바논과 같은 일부 지역에서는 종파주의가 국가 형성에 중요한 역할을 했다. 이는 행정 수준에서 자파리파 법원의 설립으로 시아파가 자신들의 법적 전통을 따를 수 있도록 공식적으로 인정받았음을 의미한다. 반면 오스만 시대에는 최소한 명목상으로는 하나피파를 따라야 했다.
비록 오스만 제국 멸망 이후 종교 및 행정 수준에서 수니파와 시아파의 종파적 정체성이 분명히 갈라지는 것처럼 보였지만, 각 신앙에 대한 개인적인 동일시는 더욱 모호한 역할을 했다. 레바논에서 자파리 법원(시아파)의 인정은 빌라드 알샴의 다른 지역에 사는 시아파들이 자신들의 결혼의 유효성을 재고하게 만들었는데, 그들은 하나피 법원(수니파)에서 결혼했을 수도 있었기 때문이다. 그래서 울라마 수준에서 이 주제에 대한 논의가 수니파와 시아파 사이에 명확한 경계가 있는 것처럼 보이게 만들었음에도 불구하고, 20세기 초에는 종파적 동일시가 즉각적으로 분명하지 않았다.
1938년, 알라마 무함마드 타키 쿰미는 알아즈하르 대학교에서 이슬람 통일을 재건/강화하기 위해 카이로로 여행했다. 마흐무드 샬투트와 세예드 호세인 브루제르디와 같은 학자들과의 교류를 포함한 그의 노력은 다르 알 타그리브 (수니파와 시아파 무슬림 간의 통일 개혁 공동체)의 설립으로 이어졌다. 또 다른 통일의 예는 알아즈하르 대학교의 총장인 마흐무드 샬투트가 시아 이슬람 법을 이슬람 법의 다섯 번째 학파로 인정하는 파트와를 발표한 것이었다. 1959년, 수니파 학문의 가장 영향력 있는 중심지인 카이로의 알아즈하르 대학교는 시아파 법학 강좌를 교과 과정의 일부로 가르치는 것을 승인했다.

### 이란 혁명 이후 시대

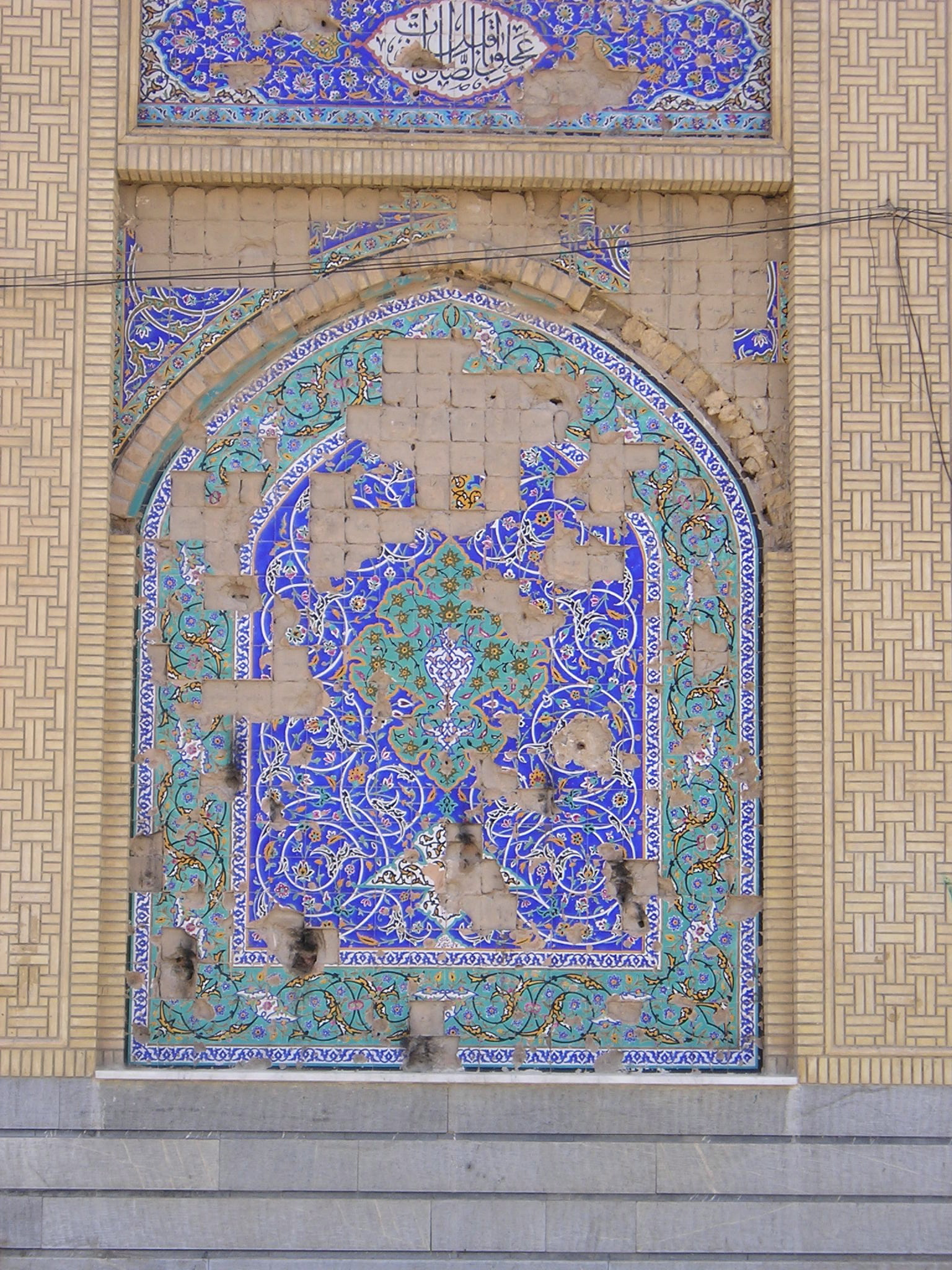
이란 호람샤르에 있는 모스크의 피해.

이란 이슬람 혁명의 지도자인 아야톨라 루홀라 호메이니는 혁명을 시아 이슬람 혁명이 아닌 이슬람 혁명으로 보았다. 그의 혁명은 (그가 바랐던 대로) 단지 첫 번째일 뿐이었고 무슬림 세계 전체로 퍼질 것이며, 이란은 "전 세계 이슬람 운동의 기지" 역할을 하고 자신은 지도자 역할을 할 것이었다. 마치 블라디미르 레닌과 레프 트로츠키가 10월 혁명이 단지 첫 공산주의 혁명이기를 바랐던 것처럼 말이다. 혁명은 "대규모 종교 대화"의 한 해였으며 시아파와 수니파 이슬람주의자 모두에게 공통된 열정을 안겨주었다.
호메이니는 열두 이맘파가 수니파 이맘 뒤에서 기도하는 것을 허용하고, 알리 이전에 칼리파들을 비판하는 것을 금지함으로써 시아파와 수니파 사이의 간극을 좁히려고 노력했다. 이는 두 집단 사이에 많은 적대감을 야기했던 문제였다. 그는 무슬림을 통합하는 문제들, 즉 반제국주의, 반시오니즘, 반미주의, 그리고 "외부인과의 싸움"에 초점을 맞추었으며, "그들을 분열시킬 수 있는 종교적 문제들"에는 초점을 맞추지 않았다. 또한 호메이니는 무함마드의 생일 축하 기간인 라비 알아왈 12일부터 17일까지를 이슬람 통합 주간으로 지정했다(시아파와 수니파가 무함마드의 생일을 기념하는 날짜에 차이가 있기 때문).

#### 종파주의의 발발
수니파-시아파의 단결은 이란 혁명 이후 오래가지 못했고, 두 종파 간의 분쟁은 크게 심화되었다. "이란에 의한 시아파 각성과 그 도구화"는 "매우 폭력적인 수니파의 반응"을 초래했으며, 이는 파키스탄에서 시작되어 "반드시 폭력적이지는 않더라도 무슬림 세계 전체"로 퍼져나갔다. 2008년 현재 "아제르바이잔은 여전히 혼합 모스크가 있고 시아파와 수니파가 함께 기도하는 유일한 나라일 것"이다.
불화는 수천 명을 죽음으로 몰고 간 폭탄 테러부터 문화적 변화에 이르기까지 크고 작은 방식으로 나타났다.
폭력의 즉각적인 원인 중에는 이란의 이슬람 혁명과 2003년 미국의 이라크 군사 개입이 있었다.
이는 이란 이슬람 공화국과 사우디아라비아 왕국 간의 적대감을 불러일으켰고, 서로를 지지하는 세력을 동원했으며, 수니파의 무함마드 지아 울 하크 (파키스탄 대통령이자 이란의 이웃)와 시아파의 이란 최고 지도자 루홀라 호메이니 간의 적대감을 야기했고, 종파 민병대의 성장을 촉진했으며, 수니파가 시아파를 잘못된 형제에서 이단으로 여기는 태도 변화를 가져왔다. 이러한 관점은 "극단주의자들"에 의해 퍼진 것이 아니라 "고위 수니파 울라마"에 의해 확산되었다.
시아파와 수니파에 대한 증오언설은 1990년대 중반부터 위성 텔레비전과 인터넷에서 확산되기 시작했다. 근본주의 수니파 성직자들은 시아파를 "사파위"(사파비 제국에서 유래하여 이란 요원이라는 암시), 더 나아가 라피다(신앙을 거부하는 자), 그리고 마주스(조로아스터교 또는 비밀 페르시아인)와 같은 모욕적인 용어로 대중화했다. 수니파 무장단체들은 시아파 영웅들의 역사적 적들(무아위야 1세—첫 시아파 이맘 알리의 적, 야지드 1세—시아파에 의해 후사인 이븐 알리를 죽인 책임이 있다고 여겨지는 자)의 이름을 따서 아들들의 이름을 짓기 시작했다. ("예언자의 가족 구성원을 박해하고 살해한 칼리파들을 존경하는 것을 금지하는 금기를 깨뜨렸다"; 이 두 우마이야 칼리파에 대한 "칭송"은 "새로운 반시아파 담론의 중요한 부분"이 되었다.) 아슈라는 "이교도적인 광경"이자 정당한 칼리파들의 "기억에 대한 모욕"으로 비난받았고, 시아파 이맘은 모든 수니파가 "적극적으로 거부해야 할" "비이슬람적 역사적 인물"로 여겨졌다. 반대로 시아파 종교 학자들은 처음 세 칼리파와 아이샤(무함마드의 막내 아내로 알리에 대항하여 싸웠다)를 "조롱하고 저주"했다.

## 종파주의의 성장
종파주의 성장의 원인으로는 무슬림 분열을 위한 외부 세력의 음모, 최근의 이슬람 부흥과 종교적 순수성 증가 및 그에 따른 타크피르, 미국의 이라크 침공으로 인한 수니파의 동요, 파괴 및 권력 상실, 그리고 아랍의 봄의 대규모 봉기에 맞서 아랍 정권들이 자신들을 방어하기 위해 야기한 종파주의 등이 있다.

### 외부 음모
많은 무슬림 세계의 사람들은 유혈 사태를 외부 세력의 음모로 설명한다. 즉 "아랍인들을 약화시키려는 패권과 시온주의 세력" (악바르 하셰미 라프산자니와 유수프 알카라다위 등), 불특정한 "적들" (이란 대통령 마무드 아마디네자드), 또는 "제국주의 전선의 억압적인 압력" (마무드 아마디네자드) 등으로 설명한다.
일부 서구 분석가들은 미국이 수니파-시아파 갈등을 고조시켜 분할 통치 전략을 실행하고 있다고 주장한다. 나피즈 아흐메드는 미국이 "보수적인 수니파 정권의 편에 서서... 무슬림 세계의 모든 시아파 권력 강화 운동에 맞서 그들과 협력하는" 전략을 취할 것을 권고한 2008년 랜드 연구소의 미군 연구를 인용한다. 반면 파키스탄 수니파 지하디스트 조직 라슈카르 에 장비는 파키스탄과 이라크의 시아파가 "미국의 요원"이자 "미국에 대한 전 세계 지하드에서 가까운 적"이라고 선언했다. 크리스토퍼 데이비드슨은 예멘 위기가 미국에 의해 "조장되고 있다"고 주장하며, 이란 동맹국들의 "분열을 촉진하고 이스라엘이 약한 국가들에 둘러싸이도록 허용하는" 광범위한 비밀 전략의 일부일 수 있다고 말한다.

### 이슬람 부흥 운동
다른 이들(마틴 크레이머, 발리 나스르)은 이 분쟁의 원인을 매우 다른 곳에 둔다. 즉, 이슬람 부흥 운동의 의도치 않은 효과에서 비롯되었다는 것이다. 역사학자 마틴 크레이머 (1990년대 중반에 저술)는 외부인들의 '음모'를 주장하거나, 한쪽이 다른 쪽의 극단주의자 집단(예를 들어 와하브파 또는 호메이니주의)에게만 문제가 있다고 주장하는 데 초점을 맞추는 것이 문제의 심각성을 흐리게 한다고 주장한다.
대부분의 무슬림에게 수니파와 시아파 이슬람 간의 차이를 공개적으로 언급하는 것은 더 이상 현명한 것으로 간주되지 않는다. 실제로 이러한 차이를 단순히 언급하는 것조차 이슬람 내 분열을 조장하려는 제국주의적 음모의 일부로 여겨진다. 새로운 종파주의는 더욱 미묘한 형태로 나타난다. 시아파는 수니파와의 목적 통일을 주장하지만, 그 다음 수니파의 주요 표현(이 경우 사우디 와하브주의)이 에큐메니컬 이슬람에서 벗어났다고 선언한다. 수니파는 시아파를 무슬림으로 받아들인다고 선언하지만, 그 다음 시아파의 주요 표현(이 경우 이란의 혁명적 활동)이 에큐메니컬 이슬람에서 벗어났다고 선언한다. 이러한 방식으로 종파적 편견은 이슬람의 통일성을 공개적으로 주장하면서도 은밀하게 스며든다.

학자 발리 나스르에 따르면, 무슬림 세계가 탈식민화되고 아랍 민족주의가 매력을 잃으면서 종교가 그 자리를 채웠다. 종교가 중요해지면서 근본으로 돌아가고 세부 사항을 따르는 것도 중요해졌다. 한때 간과되었던 차이점들은 비난하고 싸워야 할 일탈로 변모했으며, 수니파와 시아파 사이에는 많은 차이점이 있었다. 근본주의가 만연하고 갈등이 재확인되었는데, 특히 수니파가 수니파 학자 이븐 타이미야의 엄격한 가르침을 따랐을 때 그러했다. 이븐 타이미야는 시아파를 배교자로 간주했으며, 수니파 살라프파에게 높이 평가받는다.

#### 이란 이슬람 혁명
이슬람 부흥 운동이 이슬람의 두 주요 학파 간의 불화를 야기한 간접적인 방법 중 하나는 이란 이슬람 혁명을 통해서였다. 이 혁명은 이슬람 부흥 운동의 직접적인 결과로, 이슬람 통합과 "그에 따른 지도적 위치"에 크게 찬성했던 이슬람주의자 아야톨라 루홀라 호메이니가 이끌었다. 처음에는 혁명이 모든 곳의 이슬람주의 무슬림(시아파와 수니파 모두)에게 영감을 주고 활력을 불어넣었지만, 이는 주로 시아파 무슬림 국가에서 시아파 무슬림이 주도한 혁명이었고, 수니파 무슬림과의 심각한 균열이 곧 발생했다.
혁명은 무슬림 국가들에서 시아파와 수니파 간의 권력 균형을 "레바논에서 인도까지" 바꾸어 놓았다. 이는 전통적으로 종속적이었던 시아파를 자극하여 전통적으로 지배적이고 비혁명적인 수니파를 놀라게 했다. "이란 혁명가들이 이슬람 혁명적 움직임을 본 곳에서 수니파는 주로 시아파의 문제와 수니파 지배에 대한 위협을 보았다."
이란 지도자 호메이니의 시아파-수니파 통합 열망에도 불구하고, 이란인들뿐만 아니라 전 세계를 놀라게 한 성공에 도취된 이슬람주의 혁명가인 호메이니는 이제 무슬림 다수 국가(당시 이바디파가 이끄는 오만을 제외하고는 모두 수니파 정권이었다. 호메이니 정부는 당시 유일한 시아파가 이끄는 국가였다)의 부적격한 정부를 전복시키려 했다. 특히 친미 군주국들이 이 목록의 상위에 있었고, 맨 위에는 와하브파 국가이자 오랜 반시아파 전통을 가진 사우디아라비아 왕국이 있었다. 그뿐만 아니라 (그의 견해로는 특히 1979년 대모스크 피습 이후) "미국의 하수인"이자 "인기 없고 부패한 독재정권"이었고, 마치 "익은 사과가 그들의 손에 떨어질 준비가 된" 것처럼 혁명에 적합했다. 그러나 사우디아라비아는 또한 매년 수십억 달러를 수니파 세계 전역의 이슬람 학교, 장학금, 연구비, 모스크에 자금을 지원하고 있었다. "나이지리아에서 인도네시아에 이르는 수천 명의 야심 찬 설교자, 이슬람 학자, 활동가들이 사우디아라비아로 유학을 갔고, 더 많은 이들이 사우디아라비아가 지원하는 싱크탱크와 연구 기관에 합류했다." 그들은 "배운 것을 가르치기 위해 무슬림 세계 전역으로 퍼져 나갔고" "사우디아라비아가 지원하는 대학, 학교, 모스크, 연구 기관에서 일했다." 호메이니의 공격은 사우디 왕가뿐만 아니라 아랍 세계 전역의 많은 (수니파) 근본주의 동맹국과 후원자들에게도 반대되었다. 그들에게 사우드가는 이슬람 부흥 운동의 지도자로서 매우 인기가 있었다. 사우디의 선전 노력은 호메이니의 시아파 정체성을 공격하고, "수니파와 시아파 사이에 가능한 모든 쐐기를 박으려고" 노력했다.
또 다른 간접적인 영향(정치학자 질 케펠이 언급한)은 사우디 정권이 이미 얼마나 종교적이었든 간에, 이란 혁명 직후에는 이란 이슬람주의에 대한 풀뿌리 열정에 맞서기 위해 종교적으로 더 엄격하게 (그리고 아프가니스탄 지하드로) "종교적 정당성"을 더욱 강화해야 할 동기를 부여받았다는 것이다. 그러나 이는 또한 더 반 시아파적인 종교적 방향으로 나아가는 것을 의미했다. 왜냐하면 (위에서 언급했듯이) 사우디의 고유한 수니파 이슬람 학파(와하브파, 이븐 타이미야와 같은)는 시아파를 이슬람의 다양성의 일부가 아니라 싸워야 할 이단으로 간주했기 때문이다. 이 새로운 엄격함은 사우디가 지원하는 학교의 수천 명의 학생들에게 퍼졌고, 더 중요하게는 1980년대 파키스탄 페샤와르의 훈련 캠프에 와서 아프가니스탄에서 마르크스주의 세속주의자들과 지하드를 싸우는 법을 배우고 1990년대에 집으로 돌아가 지하드를 싸운 국제 이슬람주의 자원봉사자들 사이에서 퍼졌다. 두 그룹(특히 이라크와 파키스탄에서)은 시아파를 적으로 보았다.
다른 수니파 무슬림 국가들, 즉 인도네시아, 이집트도 이란 이슬람주의 혁명가들의 자신들의 몰락 계획을 인지하고 "이슬람적 자격"을 더욱 강화하고 샤의 운명에서 자신들을 보호하기 위해 "신속하게 움직였다." 여러 사건들은 여러 무슬림 국가 원수들(모두 수니파)에게 호메이니가 그들을 경멸하며 그를 "억제"해야 한다는 확신을 심어주었다. 이란-이라크 전쟁 종식을 중재하기 위해 테헤란에 온 무슬림 국가 원수 대표단은 호메이니가 10분간의 통역 없는 성명을 발표하기 전에 두 시간 동안 기다리게 되었고, 방문객들은 서 있는 동안 그가 앉아서 발표한 뒤 떠났다. 테헤란의 한 거리에는 이집트 대통령 안와르 사다트를 살해한 살인자의 이름이 붙여졌다. 호메이니는 파키스탄의 시아파를 학대하면 (경건한 보수 무슬림이자 파키스탄을 이슬람화하려 했던) 파키스탄 대통령 지아 울 하크에게 "자신이 샤에게 했던 일을 하겠다"고 위협했고, 또 다른 때는 지아가 초강대국을 자극하지 말라는 경고를 조롱하며 자신에게는 자신의 초강대국인 하나님이 있고 지아의 초강대국은 미국이라고 말했다.
이란 혁명 이후 "명백히 시아파 정치 운동"이 자주 IRI로부터 자금을 지원받으며 "특히 시아파 정치 의제"를 추진하면서 2015년에 레바논, 이라크, 시리아, 예멘의 시아파 그룹들이 이란의 지원을 받으며 부상했다. 2015년까지 이들은 "중요한 정치적 승리"를 거두어 이란의 지역 영향력을 높였다.
레바논에서 헤즈볼라, 레바논 시아파 민병대이자 정치 운동은 국내에서 "가장 강력한 정치 행위자"이다. 2003년 이라크 침공으로 사담 후세인이 권력에서 물러나고 선출된 정부가 들어선 이후, 시아파 다수당이 의회를 지배했으며 총리도 시아파였다. 시리아에서는 시아파 소수 민족인 이단적인 알라위파가 인구의 약 13%에 불과하지만, 시리아 정부, 군, 보안 기관의 상위 계층을 장악하고 있으며 시리아 내전에서 바샤르 알아사드 정권을 보호하기 위한 세력의 "중추"이다. 예멘에서는 후티 반군이 사우디아라비아 남쪽으로 영토를 확장하여 국가의 "지배적인 세력"이 되었다.

### 미국의 이라크 침공
이라크 침공으로 인한 종파주의 성장을 비난하는 이들 중 파와즈 게르게스는 그의 저서 ISIS: A History에서 다음과 같이 썼다.
국가 기관을 파괴하고 종파 기반의 정치 체제를 수립함으로써, 2003년 미국 주도의 침공은 국가를 수니파-시아파 노선을 따라 양극화시켰고, 정체성 정치를 중심으로 한 치열하고 장기적인 투쟁의 발판을 마련했다. 미국에 대한 분노는 이라크군의 굴욕적인 해체와 처음에는 법규로 도입되었다가 나중에 헌법의 영구 조항으로 변모한 탈바트법에 의해 더욱 부추겨졌다.
말리스 루스벤은 미국의 점령군에 의한 전후 탈바트화가 이라크에서 "사담 후세인 휘하에서 통치했던 장교 계층과 행정 간부들을" 박탈하여 "종파 기반의 민병대에게 장을 남겨주었다"고 썼다. 많은 장교들이 반시아파 타크피르 ISIL 그룹에 합류했다.
미국 주도의 침공은 또한 시아파 이란에게 "지역 권력 균형을 결정적으로 기울게" 했으며, 수니파를 경악시키고 "시아파 초승달"이라는 이야기가 나오게 했다.

### 반혁명 전술
마르크 린치는 그의 저서 《새로운 아랍 전쟁: 중동의 봉기와 무정부 상태》에서, 구 정권이나 정치 세력이 아랍의 봄의 "혁명적 격변"을 통제하려 하면서 종파주의가 반정권 대중 간의 단결을 약화시키는 "핵심 무기"가 되었다고 주장한다. 이집트에서는 기독교인과 무슬림이, 요르단에서는 요르단인과 팔레스타인인이, 그리고 무엇보다도 가능한 모든 곳에서 수니파와 시아파가 서로 맞섰다.

## 나라 및 지역별 관계

### 이라크
이라크에서의 시아파-수니파 불화는 두 집단의 상대적 인구에 대한 불일치에서 시작된다. 2003년 이라크 전쟁까지 약 1세기 동안 이라크의 통치 정권은 주로 수니파로 구성되었지만, 대부분의 자료에 따르면 인구의 다수는 시아파이다. CIA의 월드 팩트북은 아랍 무슬림 시아파를 이라크인의 60%, 수니파 무슬림을 37%로 추정한다. 그러나 수니파는 아랍인, 쿠르드인, 이라크 투르크멘인 등 민족적으로 나뉘어 있다. 많은 수니파는 자신들의 소수 지위에 대해 맹렬히 이의를 제기하며 (전 이라크 대사 파루크 지아다 포함), 많은 이들은 시아파 다수설이 "미국이 퍼뜨린 신화"라고 믿는다. 요르단의 압둘라 2세 국왕과 당시 국방부 장관 샤알란이 공유하는 수니파 신념 중 하나는 이라크의 시아파 숫자가 국경을 넘는 이란 시아파에 의해 부풀려졌다는 것이다. 시아파 학자 발리 나스르는 2005년 여름과 12월의 선거 투표율이 이라크의 강력한 시아파 다수임을 확인했다고 믿는다.
영국은 1920년대 시아파 반란을 진압한 후 "붕괴된 오스만 제국의 수니파 전직 장교단에 대한 의존도를 확인했다." 영국의 식민주의 통치는 수니파와 시아파가 연합하여 이에 맞서면서 끝났다.
시아파는 1932년 이후 식민지 이후 이라크 정부 하에서 간접적 및 직접적 박해를 겪었으며, 1935년과 1936년에는 전면적인 반란으로 번졌다. 시아파는 또한 바트당 통치 기간, 특히 사담 후세인 하에서 박해를 받았다. 이라크의 모든 주요 시아파 성직자 가문은 고문과 살해 이야기를 가지고 있다고 한다. 1969년 이라크 최고 시아파 아야톨라 무신 알하킴의 아들이 체포되어 고문을 당했다고 알려졌다. 1979년부터 1983년까지 사담 정권은 이라크에서 48명의 주요 시아파 성직자를 처형했다. 여기에는 시아파 지도자 모함마드 바키르 알사드르와 그의 여동생이 포함되었다. 1979년과 1980년에는 수만 명의 이란인과 이란계 아랍인이 추방되었고, 1989년에는 추가로 75,000명이 추방되었다.
시아파는 1991년 걸프 전쟁 이후 사담에 공개적으로 반란을 일으켰으며, 사담의 쿠웨이트 패배와 북부에서의 동시 쿠르드족 봉기에 고무되었다. 그러나 정부에 대한 시아파의 반대는 잔인하게 진압되었고, 이로 인해 약 5만에서 10만 명의 사상자가 발생했으며, 사담군의 연속적인 진압이 이어졌다.

#### 이라크 전쟁
최악의 종파 폭력 중 일부는 이라크 전쟁 발발 이후 발생했으며, 적어도 2016년까지 계속되고 있다. 이 전쟁은 수니파-시아파 보복 살해의 순환을 특징으로 했다. 수니파는 종종 차량 폭탄을 사용했고, 시아파는 죽음의 부대를 선호했다.
이란과의 경쟁의 일환으로 사우디아라비아는 사담 후세인의 전쟁 노력에 "수십억 달러"를 지출했다.
한 추산에 따르면, 2008년 초 현재 이라크에서 1121명의 자살 폭탄 테러범이 자폭했다. 수니파 자살 폭탄 테러범들은 수천 명의 민간인뿐만 아니라 모스크, 성지, 결혼 및 장례 행렬, 시장, 병원, 사무실, 거리를 목표로 삼았다. 수니파 반군 조직에는 안사르 알 이슬람이 포함된다. 급진적인 그룹으로는 유일신과 성전, 제이시 무함마드, 블랙 배너 조직이 있다.
이러한 살인 행위의 많은 부분에 대한 타크피르 동기는 수니파 반군 지도자인 아부 무사브 알자르카위에서 비롯된 것일 수 있다. 알자르카위는 사망하기 전에 무함마드 이븐 압둘 알와하브를 자주 인용했는데, 특히 이라크 시아파를 살해하라는 악명 높은 발언과 시아파를 "뱀"이라고 부르는 발언이 그러했다.
2004년 2월 지지자들에게 보낸 공개 서한에는 시아파를 공격함으로써 시아파가 수니파를 공격하게 유도하고, 이로써 종파 전쟁을 원하지 않던 수니파가 자신들의 편에 합류하도록 "일깨울" 것이라는 또 다른 설명이 있다. "교활한" 시아파는 이란에서 이라크, 시리아, 레바논을 거쳐 걸프 왕국까지 "뻗어나가는" 국가를 건설할 계획이었지만, 그의 지하디스트들은 시아파의 "종교적, 정치적, 군사적 깊이"를 공격함으로써 시아파를 "종파 전쟁의 무대로 끌어들일" 것이며, 그들이 "가슴 속에 숨겨진 원한의 이빨을 드러내게" 할 것이고, 따라서 "이 사비인들(시아파)의 손에 임박한 위험과 전멸의 죽음을 느끼며 부주의한 수니파를 일깨울" 것이라는 내용이다.
알카에다 관련 웹사이트는 "이라크 전역에서 언제 어디서든 시아파에 대한 전면전"을 촉구하는 글을 올렸다. 자살 폭탄 테러범들은 계속해서 이라크 시아파 민간인들을 공격하고 있으며, 시아파 울라마는 이에 대해 자살 폭탄 테러를 하람 (신에게 반하거나 "금지된")으로 선언했다.
حتی كسانی كه با انتحار می‌آيند و می‌زنند عده‌ای را می‌كشند، آن هم به عنوان عملیات انتحاری، این‌ها در قعر جهنم هستند
자살 폭탄 테러로 사람들을 죽이는 자들도 지옥의 나락에 떨어질 것이다.— 아야톨라 유세프 사아네이

일부에서는 전쟁이 타크피르 사상을 강화하여 수니파-시아파 분쟁이 다른 곳으로 확산될 수 있다고 믿는다.
시아파 측에서는 2006년 2월 초, 민병대가 장악한 정부의 사형수 팀이 바그다드에서만 매달 수백 명의 수니파를 "고문하거나 즉결 처형"했으며, 이들 중 다수는 무작위로 체포되었다고 보도되었다. 영국 텔레비전 채널 4에 따르면, 2005년부터 2006년 초까지 바드르 조직이 통제하는 내무부 특수부대와
...거의 전적으로 시아파 무슬림인 이들은 수천 명의 평범한 수니파 민간인들을 체포하고 살해하는 데 연루되었다.

폭력은 양측이 물러서지 않을 조짐을 보인다. 이라크에서 반시아파 공격이 폭력적으로 변할수록 이란의 시아파 지도자들은 "더욱 단호해진다"고 한다. 온건파로 묘사되어 온 시아파 대아야톨라 유세프 사아네이는 2005년 이라크 시아파 표적 자살 폭탄 테러에 대해 테러범들은 "자비 없는 늑대"이며 "곧 이란이 그들을 진압해야 할 것"이라고 반응했다.
이란 외에도 이라크는 2005년 미국 점령 하에 열두 이맘파가 정치적 지배력을 얻으면서 주요 시아파 정부로 부상했다. 두 공동체는 종종 분리되어 있었으며, 메카의 하즈 순례 기간에만 정기적으로 섞였다. 이라크, 시리아, 쿠웨이트, 바레인과 같은 일부 국가에서는 공동체 간의 혼합 및 통혼이 이루어졌다. 일부 시아파는 수니파가 지배하는 국가, 특히 사우디아라비아에서 학대를 당했다고 불평했으며, 일부 수니파는 열두 이맘파가 지배하는 이라크와 이란에서 차별을 당했다고 불평했다.

### 이란
이란은 무슬림 세계에서 독특한 위치를 차지하는데, 인구의 압도적 다수가 수니파보다 시아파(인구의 95%가 시아파)이며, 헌법이 시아파 법학자의 통치에 기반한 신권정치 공화국이기 때문이다.
이슬람 공화국의 설립자인 아야톨라 루홀라 호메이니는 수니파와 시아파 간의 좋은 관계를 지지했다.
그러나 이란 순례자들과 사우디 경찰이 하즈에서 충돌하면서 수니파와 시아파 사이에 긴장이 고조되었다. 수백만 명의 사우디아라비아인들은 수니파의 한 지류인 살라프파 학파를 따른다.
이란 내부에서는 수니파가 차별을 받는다는 불만이 있었는데, 특히 중요한 정부 직책에서 그러했다. 전 이란 대통령 악바르 하셰미 라프산자니와 함께 시아-수니파 통합을 촉구하는 공동 기자회견에서 수니파 셰이크 유수프 알 카라다위는 이란 내각에 수니파 장관이 오랫동안 없었고, 수니파 공무원이 수니파가 다수인 지역(예: 쿠르디스탄 또는 발루치스탄)에서도 드물다고 불평했으며, 기독교 교회가 있음에도 불구하고 이러한 차별의 두드러진 예로 들었다. 개혁주의자인 모하마드 하타미 대통령은 선거 운동 중 테헤란에 수니파 모스크를 건설하겠다고 약속했지만, 그의 8년 재임 기간 동안 아무것도 건설되지 않았다. 대통령은 최고 지도자 아야톨라 알리 하메네이가 제안에 동의하지 않았기 때문이라고 설명했다. 무슬림 세계의 다른 지역과 마찬가지로, 이란 내 대부분의 수니파는 소수 민족이기도 하기 때문에 다른 문제들이 갈등에 영향을 미칠 수 있다.
1979년 혁명 직후, 쿠르디스탄, 발루치스탄, 호라산 출신의 수니파 지도자들은 샴스(수니파를 통합하고 그들의 권리를 위해 로비하는 슈라-예 마르카즈-에 알 순나트의 줄임말)라는 새 정당을 설립했다. 그러나 6개월 후 그들은 사우디아라비아와 파키스탄의 지원을 받았다는 혐의로 정부에 의해 폐쇄되고 은행 계좌가 정지되었으며 지도자들이 체포되었다.
유엔 인권 보고서는 다음과 같이 명시하고 있다.
...정보에 따르면 수니파는 다른 종교적 소수 민족과 마찬가지로 내각 장관, 대사, 주지사, 시장 등과 같은 정부 직책에 대한 접근을 법적으로나 관행적으로 거부당하고 있으며, 수니파 학교와 모스크는 파괴되었고, 수니파 지도자들은 투옥, 처형, 암살되었다. 보고서는 접수된 정보 중 일부는 확인하기 어려울 수 있지만, 수니파 소수 민족에 대한 종교의 자유 권리가 존중되지 않고 있다는 명확한 인상을 준다고 언급한다.

'발루치스탄 인민 전선'의 구성원들은 수니파가 대학 입학 거부로 교육적으로, 장군, 대사, 장관, 총리, 대통령이 될 수 없도록 정치적으로, 언론에서 수니파를 종교적으로 모욕하고, 수니파 기업에 수입 또는 수출 허가를 내주지 않아 경제적으로 차별받고 있으며, 대다수의 수니파는 실업 상태에 놓여 있다고 주장한다.
그러나 이란의 수니파 단체들은 당국이 테러 활동이라고 묘사하는 활동에 적극적으로 참여해 왔다. 발루치인 수니파 압돌말렉 리기는 계속해서 시아파를 카피르와 무슈리크라고 선언한다. 이 수니파 단체들은 이란에서 폭력적인 활동에 연루되어 왔으며, 정부 소식통에 따르면 여학교 옆 공격을 포함한 민간인 시설에 대한 테러 공격을 감행했다. "정체를 알 수 없는 수니파 무장단체 준달라"는 준공식 파르스 통신에 따르면 이러한 공격을 위해 미국으로부터 무기를 받고 있다고 알려졌다. 유엔과 전 세계 여러 국가들이 폭탄 테러를 규탄했다. (자세한 내용은 2007년 자헤단 폭탄 테러 참조)
2005년 선거 이후 이란의 지도부 대부분은 "핵심 시아파 가치에 더욱 확고하게 헌신"하고 아야톨라 호메이니의 시아파-수니파 통합에 대한 헌신이 부족하다고 묘사되었다. 호자티야와 연계된 이란 정권 내 요소들에 의해 아랍 무슬림 세계에 배포될 목적으로 수니파를 비판하는 논쟁이 아랍어로 제작되고 있다고 보고되었다. 테헤란 수도에서는 수니파 모스크가 허용되지 않으며, 다른 도시의 여러 수니파 모스크는 철거되었고, 수니파 문헌과 가르침은 공립학교에서 금지되고 새로운 수니파 모스크와 학교 건설도 금지되어 있다.

### 시리아
시리아는 약 4분의 3이 수니파이지만, 정부는 인구의 13% 미만을 차지하는 시아파 종파인 알라위파가 지배적이다. 하페즈 알아사드 통치 하에 알라위파는 1963년부터 2011년까지 비상사태 하에 시리아를 통치했던 세속적 아랍 민족주의 정당인 아랍 사회주의 바트당을 지배했다. 알라위파는 종종 더 큰 열두 이맘 시아파 종파와 다소 다른 시아파 이슬람의 한 형태로 간주된다.
20세기 동안 시리아에서 시리아 이슬람 봉기가 발생하여 알라위파가 지배하는 아사드 정부와 이슬람주의 수니파 무슬림 형제단 사이에 종파적 종교적 성격을 띠는 갈등이 있었고, 1982년 하마 학살로 절정에 달했다. 시리아군에 의해 도시에서 약 1만에서 4만 명의 시리아인(대부분 민간인)이 사망한 것으로 추정된다. 봉기 동안 수니파 무슬림 형제단은 알레포의 포병 학교에서 군사 생도들을 공격하고, 다마스쿠스에서 차량 폭탄 공격을 감행했으며, 하페즈 알아사드 자신을 포함한 정부와 공무원들에 대한 폭탄 공격을 감행하여 수백 명을 살해했다.
갈등이 수니파 대 시아파 분열로 인한 것인지, 이슬람주의 대 세속 아랍 민족주의로 인한 것인지는 논란의 여지가 있지만, 학자 발리 나스르에 따르면 아야톨라 호메이니와 이란 이슬람 공화국이 바트당에 맞서 무슬림 형제단을 지지하지 않은 것은 "호메이니에게 형제단의 영원한 경멸을 안겨주었다". 이는 호메이니에게 종파적 충성심이 이슬람주의 연대보다 우선한다는 것을 형제단을 만족시켰으며, 호메이니가 범이슬람 지도자로서 무슬림 형제단 운동에 미쳤을 수 있는 모든 매력을 제거했다.

#### 시리아 내전
시리아 내전은 정치적 갈등으로 시작되었지만, 한편으로는 알라위파가 지배하는 군대와 정부, 다른 한편으로는 주로 수니파 반군과 정규군 출신 병사들 간의 투쟁으로 발전했다. 전쟁 첫 3년간의 사상자 수는 이라크의 10년간 갈등보다 많았고, 전투는 "전례 없는 수준으로 종파적 긴장을 증폭시켰다". 아흐라르 앗샴, 이슬람 전선, 알카에다의 알누스라 전선과 같은 수만 명의 수니파 시리아 전사를 가진 반군 그룹은 반시아파 수사를 사용하며 외국 아랍 및 서구 수니파 전사들이 반군에 합류했다. 반대편에는 레바논의 헤즈볼라와 이라크의 아사이브 아흘 알하크 및 카타이브 헤즈볼라 민병대 소속 시아파들이 시리아 정부를 지원했다. "이란에 있는 아프가니스탄 시아파 난민들"조차도 수니파 극단주의로 인해 아프가니스탄에서 쫓겨났는데, "시리아 전쟁에 투입하기 위해 테헤란에 의해 징집되었다"고 보고되었다.
일부 보고서에 따르면 2013년 중반 현재 시리아 내전은 "노골적으로 종파적"이 되었으며, "종파적 분열이 가장 날카롭게" 알라위파와 수니파 사이에 나타나고 있다. 레바논 시아파 준군사 조직인 헤즈볼라의 개입으로 시리아 전투는 "수니파와 시아파 간의 오랜 긴장"을 재점화하여 레바논과 이라크로 확산되었다. 불가리아의 전 대사 디미타르 미하일로프는 현재의 아랍의 봄 이후 상황(ISIS, 시리아 내전, 예멘, 이라크 등을 포함)이 시아파-수니파 역학 관계 역사에서 "질적으로 새로운" 발전을 나타낸다고 주장한다. 역사적으로 이슬람 이념 내부의 균열은 대중에게 숨겨져야 했지만, 새로운 폭력적인 분출은 그러한 균열을 명백하게 드러내고 있으며, 이는 상호 경쟁의 두 극단에 의해 강화되어 전 세계적으로나 지역적으로 강력한 영향을 미칠 것이다.

### 사우디아라비아
시아파는 사우디아라비아 인구의 약 10%를 차지하지만, 석유 산업의 대부분이 위치한 동부주 주민의 상당 부분을 구성하며, 일부 추정치에 따르면 다수이다. 50만에서 100만 명의 시아파가 그곳에 살고 있으며, 특히 카티프와 알아흐사 오아시스 주변에 집중되어 있다. 사우디아라비아 시아파의 대부분은 열두 이맘파에 속한다.
사우디아라비아의 시아파와 수니파 갈등은 국제적인 사우디 "페트로 이슬람"의 영향력 때문에 왕국 국경을 넘어 확장된다. 사우디아라비아는 1980년~1988년 이란과의 전쟁에서 이라크를 지원했고, 파키스탄과 아프가니스탄에서 무장 단체를 후원했다. 이 단체들은 주로 1979년 아프가니스탄을 침공한 소련을 표적으로 삼았지만, 시아파 운동을 진압하기 위해 싸우기도 했다.
시아파와 와하브파 간의 관계는 와하브파가 시아파의 의식을 시르크 즉 다신교의 전형으로 간주하기 때문에 본질적으로 긴장되어 있다. 1920년대 후반 이크완 (이븐 사우드가 개종한 와하브파 베두인 무슬림으로 구성된 전투 부대)은 특히 시아파에 적대적이었고 압둘 아지즈에게 그들을 강제로 개종시키라고 요구했다. 이에 압둘 아지즈는 동부주에 와하브파 선교사들을 보냈지만, 강제 개종 시도를 실행하지는 않았다. 최근 수십 년 동안 고위 사우디 성직자였던 이븐 바즈는 시아파를 배교자로 비난하는 파트와를 발행했으며, 시아파 학자 발리 나스르에 따르면 "고위 살라프파 성직자인 이븐 지브린은 시아파 살해를 승인하기까지 했다. 이는 2002년까지 와하브파 종교 문헌에 반복되었다."
정부 정책은 시아파에게 자체 모스크를 허용하고 살라프파 상속 관행에서 시아파를 면제해주는 것이었다. 그럼에도 불구하고 시아파는 주요 축제 행사에서 가장 소박한 전시회 외에는 모두 금지되었는데, 이 축제 행사들은 혼합된 수니파-시아파 인구가 있는 페르시아만 지역에서 종파적 분쟁의 원인이 되는 경우가 많다.
휴먼 라이츠 워치 보고서에 따르면:
사우디아라비아 인구의 약 8%를 차지하는 시아파 무슬림은 고용에서 차별을 받았으며 종교 관행에 대한 제한을 받았다. 시아파 법학 서적은 금지되었고, 전통적인 연례 시아파 애도 행렬인 아슈라는 권장되지 않았으며, 독립적인 이슬람 종교 시설 운영은 불법으로 남아 있었다. 적어도 7명의 시아파 종교 지도자들—압둘 라티프 무함마드 알리, 하비브 알하미드, 압둘 라티프 알사민, 압달라 라마단, 사이드 알바하르, 무함마드 압둘 히다르, 그리고 하비브 함다 사이드 하시미 알사다—이 이러한 제한을 위반하여 감옥에 남아 있다고 보고되었다."

그리고 국제앰네스티는 다음과 같이 덧붙인다.
시아파 무슬림 공동체(사우디아라비아 인구 약 1,900만 명 중 7~10%로 추정)는 체계적인 정치적, 사회적, 문화적, 종교적 차별을 겪고 있다.

2006년 현재 사우디아라비아의 "선택된" 의회 150명 중 4명이 시아파였지만, 시아파 시장이나 경찰서장은 없었고, 동부주의 시아파 여학교 300개 중 시아파 교장은 한 명도 없었다. 학자 발리 나스르에 따르면, 사우디 교과서는 "시아파를 이단으로 특징짓는데... 기독교와 유대교보다 더 나쁘다."
1970년대에 강제로 망명길에 올랐던 사우디 시아파 지도자 하산 알 사파르는 무슬림 형제단과 파키스탄 이슬람 협회의 수니 이슬람주의자들의 작품과 이슬람 혁명 및 이슬람 국가 건설 요구에 "강력한 영향을 받았다"고 한다.
1979년 이란 혁명 이후, 하사의 시아파들은 아슈라를 기념하는 애도 행렬 금지령을 무시했다. 경찰이 이를 해산시키자 카티프를 중심으로 불에 탄 차량, 공격당한 은행, 약탈당한 상점 등 3일간의 난동이 벌어졌다. 적어도 17명의 시아파가 살해되었다. 1980년 2월의 소요는 "덜 자발적"이었고 훨씬 더 피비린내 나는 것이었다. 한편, 이란에서 이슬람 혁명 조직의 이름으로 방송된 내용은 군주제를 공격하며 청취자들에게 "왕은 국가에 들어서면 국가를 망치고 가장 고귀한 백성을 가장 비천하게 만든다... 이는 이슬람이 거부하는 군주제의 본성이다"라고 말했다.
1993년까지 사우디 시아파는 타협 없는 요구를 포기했으며, 알사파르의 추종자 일부는 파흐드 국왕을 만나 개혁을 약속했다. 2005년 새로운 압둘라 국왕도 시아파에 대한 일부 제한을 완화했다. 그러나 2006년 현재 시아파는 아슈라를 기념하다 체포되고 있다. 2006년 12월, 이라크의 긴장 고조 속에서 고위 사우디 성직자 38명이 전 세계 수니파 무슬림들에게 "시아파에 대항하여 동원하라"고 촉구했다.
1년 후, 시아파 대아야톨라 나세르 마카렘 시라지는 다음과 같이 응답했다고 보고되었다.
와하브파는 이슬람의 첫 키블라가 이스라엘에 점령된 것을 무시하고, 대신 시아파에 대한 타크피르 파트와를 선언하는 데 집중한다.

- 사우디 수니파

풀뿌리 와하브파 또는 사우디의 시아파에 대한 반감의 또 다른 반영은 사우디 성직자 나시르 알-우마르의 성명이었다. 그는 이라크 시아파가 미국과 밀접한 관계를 가지고 있다고 비난하며, 둘 다 전 세계 무슬림의 적이라고 주장했다.

#### 알카에다
종종 타크피르로 분류되고 때로는 알카에다와 연관된 일부 와하브 그룹은 시아파를 이단으로 박해할 것을 주장하기까지 했다. 이러한 그룹들은 시아파 모임과 성지에서의 폭력적인 공격과 자살 폭탄 테러의 책임이 있는 것으로 알려져 있으며, 특히 이라크의 아슈라 애도 기간 중 수백 명의 시아파가 조직적인 자살 폭탄 테러로 사망했다. 그러나 파키스탄과 아프가니스탄에서도 마찬가지다. 그러나 알카에다 부사령관 아이만 알자와히리는 비디오 메시지를 통해 이라크의 알카에다의 아부 무사브 알자르카위에게 민간인 목표물을 공격하지 말고 점령군에 집중하라고 지시했다. 그의 지시는 무시되거나, 점령하의 이라크의 고조되는 긴장 속에서 사라진 것으로 보인다.

#### 하즈
매년 전 세계 무슬림들이 사우디아라비아 서부 메카에서 하즈 순례에 참여한다. 시아파는 메카와 하즈 의식을 운영하는 수니파에 의한 학대를 꾸준히 불평해 왔다. 1924년 사우디-와하브파가 메카를 통치하게 되면서 시아파와 수니파 간의 긴장이 고조되었다. 시아파 무슬림들의 분노를 사며, 와하브파 수니파들은 메디나 근처 알바키 공동묘지에 있는 "예언자 무함마드의 딸 파티마와 열두 이맘 중 네 명의 안식처로 알려진" 돔들을 파괴했다. 1943년, 사우디 종교 판사는 "순례복에 숨겨 들어온 배설물로 대모스크를 더럽혔다"는 혐의로 이란인 순례자의 참수형을 명령했다. 사우디 여론은 이 범죄를 놀랍지 않은 것으로, 처벌은 정당한 것으로 보았지만, 이란인들은 격분하여 배상금 지급을 요구했다. 1960년대에는 경건/전통주의 무슬림들이 나세르의 좌파 아랍 민족주의의 인기 상승에 직면하여 차이점을 제쳐두면서 긴장이 다시 완화되었다. 이란(주로 시아파)에서 온 순례자 수는 1961년 12,000명에서 1972년 57,000명으로 증가했다.
1987년, 이란 혁명 약 7년 후, 메카는 "전례 없는 살육"의 현장이 되었다. 시아파 이란 순례자들이 시위를 벌이다 사우디 보안군과 충돌하여 400명 이상이 사망했다. 사우디와 그 지지자들은 폭력적인 이란 시위자들이 스스로의 압사로 사망했다고 주장했다. 이란과 그 동조자들은 사우디가 이란 순례자들을 도발하고 총격을 가하도록 공모했다고 주장했다. 폭력이 금지된 메카 순례 자체가 이슬람에 대한 상반된 시각 간의 대결 지점이 된 것이다.

### 레바논
레바논의 종파 간 긴장은 레바논 내전 동안 최고조에 달했지만, 시아파와 수니파의 관계가 전쟁의 주된 갈등은 아니었다. 레바논의 시아파 정당인 헤즈볼라는 2000년 이스라엘군 철수와 남부의 남레바논군 붕괴 이후 레바논 내전 동안 가장 강력한 세력 중 하나로 부상했다. 2008년에는 시아파가 지배하는 정치 동맹과 수니파가 지배하는 정치 동맹 간의 제한된 전투로 긴장이 폭발했다.
시리아 내전이 발발하면서 트리폴리의 시아파 계열 알라위파와 수니파 간의 긴장이 고조되었고, 2011년 6월과 2012년 2월 두 차례에 걸쳐 치명적인 폭력 사태가 발생했다. 시리아 전쟁은 헤즈볼라에 영향을 미쳤다. 헤즈볼라는 한때 이스라엘과의 전투로 수니파와 시아파 모두에게 칭송받았지만, 이제 시리아 대통령 바샤르 알아사드에 대한 군사 지원으로 많은 수니파의 지지를 잃었다.
 이 폭탄 테러는 2013년 8월 15일 헤즈볼라가 통제하는 베이루트 지역에서 폭발하여 최소 24명이 사망하고 수백 명이 부상한 대규모 차량 폭탄 테러에 대한 보복으로 여겨진다.

### 요르단
요르단은 95%가 수니파이며 내부적으로 시아파-수니파 간의 전투가 없었지만, 최근의 시아파-수니파 분쟁에 일조했다. 요르단은 이라크의 알힐라 시에서 최악의 자살 폭탄 테러 중 하나를 저지른 반시아파 반군 라에드 만수르 알바나의 고향이다. 알바나는 2005년 알힐라 폭탄 테러에서 경찰 모집소와 인접한 야외 시장을 공격하여 125명의 시아파를 죽이고 150명에게 부상을 입혔다. 2005년 3월 솔트의 알바나 고향에서는 알바나를 이슬람의 순교자로 선포하는 3일간의 장례식이 열렸으며, 이는 시아파 희생자들이 "살해가 정당화되는 불신자"임을 의미했다. 장례식 후 이라크의 시아파 폭도들이 2005년 3월 20일 요르단 대사관을 공격했다. 양국은 대사를 철수시켰다. 이 모든 일은 두 이웃 국가 간의 강력한 혈연 관계, 상업적 유대, 전통적인 우정에도 불구하고 발생했다.

### 이집트
퓨 리서치 센터에 따르면 이집트 무슬림의 약 99%가 자신을 수니파로 여겼다. 다른 사람들은 시아파의 수가 80만 명에서 200만~300만 명 사이라고 추정한다. 시리아 내전은 반시아파 발언을 증가시켰고, 휴먼 라이츠 워치에 따르면 "살라프파의 반시아파 증오 발언"을 야기했다. 2013년 카이로 근처 아부 무살림 마을에서 수백 명의 폭도가 한 집을 공격하여 네 명의 시아파 예배자를 길거리로 끌고 나가 린치했다.

### 예멘
예멘의 무슬림은 다수의 샤피이파(수니파)와 소수의 자이드파(시아파)를 포함한다. 자이드파는 때때로 열두 이맘 시아파 대신 "오 이맘 시아파"라고 불리는데, 이는 그들이 열두 이맘 중 처음 네 명을 인정하지만 그의 형제 무함마드 알 바키르 대신 자이드 이븐 알리를 "다섯 번째 이맘"으로 받아들이기 때문이다. 예멘의 시아파-수니파 갈등은 예멘 북부의 후티 반란을 포함한다.
예멘의 시아파와 수니파 반체제 인사들은 정부에 대해 비슷한 불만을 가지고 있다. 즉, 미국 정부와의 협력과 샤리아 법을 따르지 않는다는 주장이다. 그러나 정부의 탄압 대상으로 지목된 것은 시아파이다.
미국 주도의 이라크 침공 기간과 그 이후에, 자이드 시아파 공동체 구성원들은 매주 금요일 기도 후 모스크, 특히 사나 대모스크 밖에서 시위를 벌였고, 이 시위에서 반미 및 반이스라엘 구호를 외치며 정부가 미국과 밀접한 관계를 맺고 있다고 비판했다. 이 시위는 전 국회의원이자 이맘인 바데르 에딘 알후티가 이끌었다. 이에 대해 예멘 정부는 자이드 시아파 반란을 진압하고" 언론인들을 괴롭히는 캠페인을 시행했다.
이러한 최근 조치들은 정부가 자이드파의 불만과 유사한 동기를 가진 수니파 반란에 직면하고 있는 상황에서 나온 것이다.
2015년 3월, 예멘 수도 사나의 두 모스크(주로 자이드파 시아파가 이끄는 후티 반군 지지자들이 이용)에 대한 자살 폭탄 테러로 최소 137명이 사망하고 300명이 부상했다. 수니파 이라크 레반트 이슬람국 운동은 "다신교도 후티는 이슬람 국가의 병사들이 그들을 뿌리 뽑을 때까지 쉬지 않을 것임을 알아야 한다"는 성명을 발표하며 자신들의 소행임을 주장했다. 수니파 알카에다와 "이슬람 국가"는 모두 시아파 무슬림을 이단으로 간주한다.

### 바레인
페르시아만 작은 섬나라인 바레인에는 상당수의 시아파 소수 민족이 거주한다. 통치하는 수니파 알 할리파 가문은 입헌군주제이며, 수니파가 통치 계급과 군대를 지배하고 사업 및 토지 소유에서 불균형적으로 대표된다. CIA 월드 팩트북에 따르면, 최대 시아파 정치 단체인 알 웨파크는 선출된 의회 의석 중 가장 많은 수를 차지했다. 그러나 시아파의 불만은 최근 몇 년 동안 거리 시위와 간헐적인 저수준 폭력으로 다시 불거졌다. 바레인에는 불만 많고 실업 상태인 청년들이 많으며, 많은 이들이 셰이크 하마드 빈 이사 알칼리파의 의회 설립 노력을 단지 "에펜디", 즉 전통적인 장로와 유력자들의 "협력"으로 여긴다고 시위했다. 바레인의 2002년 선거는 시아파에 의해 광범위하게 보이콧되었다. 2005년 3월과 6월에는 완전한 민주주의를 지지하는 대규모 시위가, 2005년 7월에는 아야톨라 하메네이에 대한 모욕에 항의하는 시위가 열렸다.

### 파키스탄
파키스탄 시민들은 심각한 시아파-수니파 불화를 겪어왔다. 파키스탄 무슬림 인구의 거의 80-90%가 수니파이며, 10-20%가 시아파이지만, 이 시아파 소수 민족은 어떤 나라보다도 두 번째로 큰 시아파 인구를 형성하며, 이라크의 시아파 다수보다 많다.
최근까지 시아파-수니파 관계는 원만했으며, 양 종파의 대다수 국민은 1940년대 파키스탄 건국에 참여했다. 파키스탄이 수니파 다수 국가임에도 불구하고 시아파는 최고 관직에 선출되었고 국가 정치에서 중요한 역할을 했다. 무함마드 무사 장군, 파키스탄 대통령 야히아 칸과 같은 여러 파키스탄 최고 군사 및 정치 인사들은 시아파였으며, 전 대통령 아시프 알리 자르다리도 시아파였다. 파키스탄에는 시아파와 수니파 간의 혼인이 많다.
그러나 1987년부터 2007년까지 파키스탄의 시아파-수니파 종파 전투에서 "약 4,000명이 사망한 것으로 추정된다"고 하며, 다른 추정치로는 2000년 초부터 2013년까지 거의 4,000명이 사망하고 6,800명이 부상당했다고 한다.
살인범으로 지목된 이들 중에는 알카에다가 "지역 종파 단체와 협력하여" 시아파를 배교자로 간주하고 살해하며, "외세가... 불화를 조장하려 한다"는 주장도 있다. 대부분의 폭력은 가장 큰 주인 펀자브와 국가의 상업 및 금융 수도인 카라치에서 발생한다. 카이베르파크툰크와주, 발루치스탄, 아자드 카슈미르에서도 화재가 발생했으며, 2008년 이후 발루치스탄에서 수백 명의 시아파가 살해되었다. 시아파는 공격에 "분노와 복수"의 전형적인 악순환으로 대응했다.
아랍 국가들, 특히 사우디아라비아와 GCC 국가들은 아프가니스탄 지하드 이후 파키스탄에서 극단주의 데오반드파 수니파와 와하브파에게 자금을 지원해 왔다. 반면 이란은 시파 이 무함마드 파키스탄과 같은 시아파 무장 단체에 자금을 지원하여 서로에 대한 보복 공격을 초래했다. 파키스탄은 사우디아라비아가 지원하는 데오반드 수니파와 와하브파, 이란이 지원하는 시아파 간의 전쟁터가 되었고, 이로 인해 수천 명의 무고한 무슬림이 사망했다.

#### 배경
일부에서는 파키스탄 시아파-수니파 분쟁의 전조를 1979년 4월 이슬람 원리주의자 무함마드 지아 울 하크 장군이 불확실한 혐의로 축출된 줄피카르 알리 부토 대통령을 처형한 사건에서 찾는다. 줄피카르 알리 부토는 시아파였고, 지아 울 하크는 수니파였다.
이후 지아 울 하크의 이슬람화 정책은 시아파가 이를 수니파화로 보고 저항했다. 법률과 규정이 수니파 피끄흐에 기반을 두었기 때문이다. 1980년 7월, 25,000명의 시아파가 수도 이슬라마바드에서 이슬람화 법률에 항의했다. 시아파 지도자 호메이니 이맘과 지아 울 하크 장군 간의 불화는 상황을 더욱 악화시켰다.
시아파는 학생회와 시아파 정당을 결성했고, 수니파는 데오반드파와 아흘 알하디스 마드라사에서 종파 민병대를 모집하기 시작했다. 파키스탄에서 시아파를 반대하는 설교를 한 성직자는 이스라르 아흐메드였다. 사우디아라비아와 밀접한 관계를 가진 고위 인도 성직자 만주르 노마니는 "이란 혁명: 이맘 호메이니와 시아파"라는 제목의 책을 출판했다. 1980년대에 "데오반드 무장세력의 복음"이 된 이 책은 호메이니를 공격하고 이슬람 혁명의 과도함이 시아파가 길을 잃은 형제의 교리가 아니라 이슬람의 범주를 넘어선 이단이라는 증거라고 주장했다.
파키스탄의 반시아파 단체로는 라슈카르 에 장비와 시파흐 에 사하바 파키스탄이 있으며, 이들은 자미아트 울라마 에 이슬람 (JUI)의 분파이다. 이 단체들은 파키스탄에서 모든 시아파를 추방할 것을 요구하며 1996년에서 1999년 사이에 수백 명의 파키스탄 시아파를 살해했다. 이라크에서처럼 그들은 "성지나 모스크, 특히 공동 예배 시간에 시아파를 표적으로 삼았다." 1997년 1월부터 5월까지 수니파 테러 단체들은 시아파 지도자 75명을 "권력 있는 위치에서 시아파를 제거하려는 체계적인 시도"로 암살했다. 라슈카르 에 장비는 시아파를 "미국 요원"이자 글로벌 지하드에서 "가까운 적"으로 선언했다.
초기 시아파-수니파 피트나 총격전의 한 예는 파키스탄 북서부의 연방 직할 부족 지역 중 하나인 쿠람 계곡에서 일어났다. 이곳의 파슈툰인 인구는 수니파와 시아파로 나뉘어 있었다. 1996년 9월, 십대 시아파와 수니파 간의 총격전이 5일간 이어진 공동체 전쟁으로 번지면서 200명 이상이 사망했다. 여성과 어린이가 납치되었고, 심지어 무장 괴한들은 지역 호텔에 머물던 외지인들을 처형하기까지 했다.
파키스탄 언론인 아흐메드 라시드에 따르면, "1994년 이후 8만 명이 넘는 파키스탄 이슬람 무장세력이 탈레반과 함께 훈련하고 싸웠다. 그들은 파키스탄에서 유사한 탈레반 스타일의 이슬람 혁명을 수행할 준비가 되어 있는 이슬람 활동가들의 핵심을 이룬다."

### 아프가니스탄

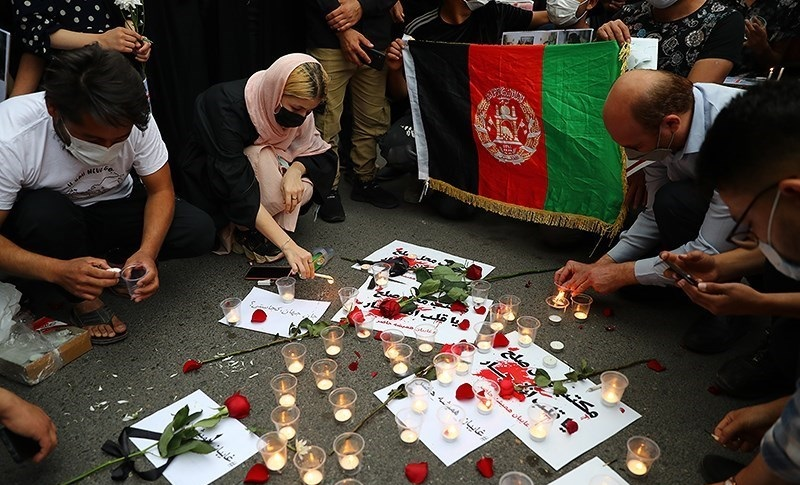
2021년 카불 학교 폭탄 테러를 규탄하기 위한 테헤란 주재 아프간 대사관 앞 집회

아프가니스탄의 시아파 하자라족 소수민족은 민족적, 종교적 정체성에 근거한 폭력과 차별에 정기적으로 직면해 왔다. 하자라족 인구의 절반 이상이 1888년에서 1893년 사이에 아프가니스탄 토후국에 의해 학살되었으며, 그들의 박해는 이전 수십 년 동안 여러 차례 발생했다.
파키스탄의 시아파-수니파 분쟁은 아프가니스탄의 분쟁과 밀접하게 얽혀 있다. 반시아파 아프가니스탄 탈레반 정권은 반시아파 파키스탄 단체를 도왔고, 그 반대도 마찬가지였다. 라슈카르 에 장비와 시파흐 에 사하바 파키스탄은 수천 명의 자원봉사자를 파키스탄 탈레반 정권과 싸우도록 보냈고, "그 대가로 탈레반은 아프가니스탄 수도 카불에서 그들의 지도자들에게 피난처를 제공했다."
아프가니스탄 내부의 시아파-수니파 분쟁은 수니파 탈레반과 시아파 아프가니스탄인, 주로 하자라족 민족 집단 사이에서 일어났다. 이는 탈레반의 청교도적 종교적 성격과 "시아파에 대한 전통적인 파슈툰 편견"의 기능이다.
1998년, 탈레반이 마자르이샤리프와 바미얀을 공격했을 때 8,000명 이상의 비전투원이 사망했으며, 이 지역에는 많은 하자라족이 거주했다. 일부 학살은 무차별적이었지만, 많은 시아파는 탈레반의 표적이 되었다. 탈레반 사령관이자 주지사인 물라 니아지는 시아파 모스크에서의 기도를 금지하고 마자르 중앙 모스크에서 선언문을 통해 시아파에 대한 타크피르를 표명했다.
작년에 너희는 우리에게 반란을 일으키고 우리를 죽였다. 너희의 모든 집에서 우리에게 총을 쏘았다. 이제 우리가 너희를 처리하러 왔다. 하자라족은 무슬림이 아니며 이제 우리는 하자라족을 죽여야 한다. 너희는 무슬림이 되거나 아프가니스탄을 떠나야 한다. 어디를 가든 우리가 너희를 잡을 것이다. 위로 가면 발로 끌어내릴 것이고, 아래에 숨으면 머리카락을 잡고 끌어낼 것이다.

탈레반이 이란 영사관에서 이란 외교 및 정보 요원을 살해하는 데에는 "시아파 반대파인 시파 이 사하바 당의 파키스탄 무장세력 몇 명이" 도움을 주었다. 미국 침공 이전 탈레반의 첫 번째 통치 기간에도 시아파에 대한 다른 포그롬(집단 학살)이 있었다.
2021년 휴먼 라이츠 워치는 아프가니스탄에서 "인도에 반하는 범죄에 해당하는 이슬람 국가의 시아파 공격 급증"에 대해 경고했다. 하자라 시아파 공동체에 대한 공격은 다음과 같다.
- 2021년 10월 8일 쿤두즈 사예드 아바드 모스크에서 최소 72명이 사망한 자살 폭탄 테러,[256]
- 2021년 10월 15일 칸다하르의 비비 파티마 모스크에서 최소 63명이 사망한 폭탄 테러.[256]

IS는 성명에서 시아파를 "목을 베고 사지를 흩어놓는 등 모든 방법으로" 공격할 것이며, "바그다드에서 호라산까지 시아파 성전과 집회에서 IS의 공격 소식은 누구에게도 숨겨져 있지 않다"고 선언했다.
2021년 카불 학교 폭탄 테러는 카불 서부의 주로 시아파 하자라족 지역인 다슈테 바르치에 있는 여학교를 겨냥했다. 탈레반 대변인은 이 공격을 규탄하며 이슬람 국가에 책임을 돌렸다. 시아파 인구가 대다수인 다슈테 바르치 지구는 이슬람 국가 호라산 지부에 의해 자주 공격받았다. 2022년 9월 6일, 휴먼 라이츠 워치는 탈레반이 2021년 8월 아프가니스탄을 장악한 이후 ISIS-K가 하자라족에 대한 공격 13건의 책임을 주장했으며, 최소 3건 이상의 공격과 연관되어 최소 700명의 사망자와 부상자가 발생했다고 보고했다. 이슬람 국가 계열사는 모스크, 학교, 직장 등에서 하자라족과 다른 종교적 소수민족을 반복적으로 공격했다.

### 나이지리아
아프리카에서 가장 인구가 많은 나라인 나이지리아에서는 최근까지 거의 모든 무슬림이 수니파였다. 2017년 기준, 나이지리아의 9천만에서 9천5백만 명에 달하는 무슬림 중 시아파의 수는 2천만 명(시아파 추정)에서 5백만 명 미만(수니파 추정)으로 다양하게 추정되지만 퓨 연구센터에 따르면, 나이지리아 무슬림 인구의 5% 미만이 시아파이다.
1980년대에 이란에서 몇 년간 거주하며 시아 이슬람으로 개종한 이란 혁명의 나이지리아인 지지자 이브라힘 엘-자크자키는 나이지리아 이슬람 운동을 설립했다. 이 운동은 "300개 이상의 학교, 이슬람 센터, 신문, 경비대, 그리고 '순교자' 재단"을 설립했다. 이들의 네트워크는 레바논의 헤즈볼라와 유사하며, 이란과 그 최고 지도자에 중점을 두고 이슬람의 적으로서 미국과 싸우는 데 집중한다. 나이지리아 주재 전 미국 국무부 전문가 매튜 페이지에 따르면, 이슬람 운동은 이란으로부터 "월 약 10,000달러"의 자금을 지원받는다. 개종자 중 다수는 가난한 무슬림이다.
시아파 캠페인은 사우디아라비아와 충돌했는데, 사우디아라비아는 종교 센터, 학교를 지원하고 학생과 성직자를 훈련시키지만, 이는 이슬람의 경쟁적인 와하브파 해석을 전파하려는 노력의 일환이다. 위키리크스에 따르면, 2015년에 공개된 "사우디 케이블"은 이란 혁명 이후 나이지리아에서 시아 이슬람으로의 "이란 주도의 시아파 확장(말리, 모리타니, 부르키나파소, 나이지리아에서)"에 대한 "우려"를 드러낸다.
시아파 무슬림들은 나이지리아 정부에 의해 박해받았다고 항의한다. 1998년 나이지리아 대통령 사니 아바차 장군은 이브라힘 엘-자크자키를 시아파라고 비난했다. 2015년 12월 나이지리아 정부는 이슬람 운동이 나이지리아군 참모총장을 살해하려 했다고 주장했다. 이에 대한 보복으로 군대는 자리아 시에서 300명 이상의 시아파를 살해했다. 엘-자크자키의 추종자 수백 명도 체포되었다. 2019년 현재 엘-자크자키는 여전히 투옥 중이다.

### 동남아시아
이슬람은 인도네시아의 주요 종교이며, 2009년 기준으로 약 2억 2천9백만 명이 무슬림(전체 인구의 88.2%)으로 확인되어 전 세계에서 가장 많은 무슬림 인구를 보유하고 있다.
대부분은 주로 샤피이파 마드하브의 수니파 무슬림 전통을 따른다. 약 1백만 명의 시아파가 자카르타를 중심으로 집중되어 있다. 일반적으로 무슬림 공동체는 두 가지 성향으로 분류될 수 있다: 정통 신학을 엄격히 준수하면서 현대 학습을 수용하는 "모더니스트"; 그리고 지역 종교 지도자(주로 자와섬) 및 이슬람 기숙학교(페산트렌)의 종교 교사의 해석을 따르는 경향이 있는 "전통주의자"이다. 인도네시아에서는 2015년에 수니파 성직자들이 시아파를 "이단"으로 비난했고, 보고르 시장은 시아파의 아슈라 성일을 금지할 것을 제안했다. 시아파 공동체(인도네시아 무슬림의 약 1%를 차지)도 증오 캠페인과 협박의 대상이 되었으며, 폭력으로 확대될 수 있다는 우려가 있다.
말레이시아는 관용적인 이슬람 국가라고 주장하지만, 2010년부터는 시아 이슬람의 설교를 "특히 맹렬하게" 금지하고 "악하고 신성모독적인 믿음"으로 시아파에 대해 경고한다.

### 미국
2006년 말이나 2007년 초, 언론인 시모어 허쉬가 '재조정(The Redirection)'이라고 부른 사건에서 미국은 이슬람 세계에 대한 정책을 변경하여 시아파에서 수니파로 지원을 전환했는데, 이는 이란을 "봉쇄"하고 부수적으로 수니파 극단주의 단체를 강화하려는 목표를 가지고 있었다. NBC 뉴스 수석 외신 특파원 리처드 엥겔은 2011년 말 미국 정부가 수니파를 지지하고 시아파를 반대한다는 주장의 기사를 썼다. 이라크 전쟁 중 미국은 시아파 주도의 친이란 이라크가 미국의 국가 안보에 큰 영향을 미칠 수 있다고 우려했다. 그러나 이라크의 시아파 정부는 민주적으로 선출되었기 때문에 이에 대해 아무것도 할 수 없었다. 스탠퍼드 대학교의 샤디 부시라는 바레인 봉기 동안 수니파 군주제에 대한 미국의 지지는 시아파를 통제하기 위한 미국의 오랜 역사적인 지원 중 가장 최근의 사례라고 썼다. 미국은 페르시아만에서 시아파의 통치가 반미 및 반서방 감정과 아랍 다수 국가에 대한 이란의 영향력으로 이어질 것을 우려한다. 한 분석가는 CNN에 이란의 수니파 이웃 국가들을 무장시켜 이란에 압력을 가하는 미국의 전략은 새로운 전략이 아니라고 말했다.

### 유럽
유럽에서는 시아파-수니파 간의 적대감이 수천만 유럽 무슬림의 삶의 일부이다.

### 오스트레일리아
중동의 종교 집단 간 갈등은 호주 무슬림 공동체 및 호주 학교 내로 확산되었다.

### ISIL과 2013년-2017년 이라크 전쟁
2003년 이라크 침공과 이라크 정부의 전복 이후 사담 후세인으로부터 성장한 살라프 지하드주의 극단주의 무장 단체는 이라크와 시리아 출신의 수니파 아랍인들이 이끌었으며, 2015년 3월까지 이라크와 시리아 영토를 장악한 반군을 형성했다. 이들은 1천만 명이 거주하는 지역을 점령했다.
이들은 스스로를 전 세계 무슬림에 대한 종교적, 정치적, 군사적 권한을 가진 세계적인 칼리파국으로 선포하고,
스스로를 이슬람 국가(الدولة الإسلامية, ad-Dawlah al-Islāmiyah)라고 불렀지만,
2017년 12월까지는 최대 확장 시점 영토의 2%만을 통제했으며, 이라크에서는 지하로 숨어들었다.
성공을 거둔 몇 년 동안, 이들은 유엔에 의해 인권 침해와 전쟁범죄를 저질렀고, 국제앰네스티에 따르면 특히 시아파 무슬림에 대한 "역사적 규모"의 민족 청소를 자행했다. 시아 권리 감시 단체에 따르면, 2014년 ISIL군은 이라크 티크리트의 캠프 스파이처에서 1,700명 이상의 시아파 민간인을, 모술 외곽의 구금 시설에서 670명의 시아파 포로를 살해했다. 2014년 6월, ISIL이 서부 및 북부 이라크의 "광대한 영토를 점령"한 후, 뉴욕 타임즈에 따르면 "전사들이 사람들을 무리로 잡고 수니파를 풀어주는 반면 시아파는 처형 대상으로 지목하는 빈번한 보고"가 있었다. ISIL은 "한 사람이 수니파인지 시아파인지 구별하기 위해" 질문 목록을 사용했다—이름이 무엇입니까? 어디에 사십니까? 어떻게 기도합니까? 어떤 종류의 음악을 듣습니까?
2014년 6월 이라크군의 붕괴와 ISIL의 모술 점령 이후, 이라크에 기반을 둔 "가장 고위" 시아파 영적 지도자인 아야톨라 알리 알시스타니는 평화주의적인 태도로 알려져 있었으나, ISIL과 그 수니파 동맹에 대한 지하드를 촉구하는 파트와를 발표했는데, 이는 시아파 민병대에게 "민병대의 진격을 사실상 합법화"하는 것으로 여겨졌다. 카타르의 또 다른 시아파 설교자 나자르 알-카타리는 "저녁 기도 후 예배자들을 결집하기 위해 군복을 입고", "이맘 하산과 후사인 (시아파 역사의 두 번째와 세 번째 이맘)을 살해한 자들"에 맞서고 이란의 최고 지도자인 아야톨라 알리 하메네이를 위해 싸울 것을 촉구했다.
ISIL에 맞서 싸우는 시아파 민병대 또한 잔혹 행위로 비난받았다. 휴먼 라이츠 워치는 정부 지원을 받는 시아파 민병대가 2014년에 수많은 수니파 민간인을 납치하고 살해했다고 비난했다.

#### 테러 캠페인으로 축소
2019년까지 이 단체는 중동 전역과 다양한 분파 및 지지자들의 흩어진 지하 네트워크를 사용하여 점점 더 테러 폭탄 공격과 반군 작전에 의존하게 되었다.
military.com에 따르면, 2023년 5월 현재 이슬람 국가 호라산 지부(ISIS-K)는 "중동의 새로운 부기맨"이 되었다. CNN 또한 "새로운 데이터"에 따르면 적어도 아프가니스탄에서는 "ISIL의 위협이 커지고 있다"고 보도한다.
시아파 – 특히 하자라족 –는 ISIS-K의 표적 중 하나일 뿐이지만 (상징적 표적, 외국인, 탈레반 통치 자체와 함께), 이들은 표적이 되었다. 예를 들어 2022년 9월, 아프간 수도 카불의 "시아파 지역"에 있는 교육 시설이 자살 폭탄 테러를 당해 십대 학생 53명이 사망하고 110명이 부상당했다.

## 통합 노력
2007년 2월 14일 알자지라에서 방영된 특별 인터뷰에서 전 이란 대통령이자 이란 실용성 판별 회의 의장인 아야톨라 악바르 하셰미 라프산자니와 매우 영향력 있는 수니파 학자 유수프 알카라다위는 "수니파와 시아파 간의 싸움의 허용 불가능성"과 "이라크에서 이슬람을 약화시키고 분열시키려는 패권과 시온주의 세력의 음모를 인식할" 필요성을 강조했다.
라프산자니는 이라크에서 이슬람교도 간 살인을 "누가 시작했는지"를 여러 번 물었다. 알-카라다위는 "시아파 성지를 폭파하기 위해 이라크에 도착하는 사람들이 어디에서 오는지"를 자신이 알고 있다는 라프산자니의 진술을 부인했다.

### 사우디-이란 정상회담
양국 관계의 이정표가 된 2007년 3월 3일, 사우디아라비아의 압둘라 빈 압둘아지즈 알사우드 국왕과 마무드 아마디네자드 대통령은 특별 정상회담을 열었다. 그들은 카메라 앞에서 서로 따뜻하게 포옹하고 미소 지으며 "두 지역 강국 간의 관계 개선"을 약속했지만, "중동 전역에서 고조되는 종파적, 정치적 위기를 해결하기 위한 구체적인 계획에는 합의하지 못했다."
테헤란으로 돌아온 아마디네자드는 다음과 같이 선언했다.
이란과 사우디아라비아 모두 적들의 음모를 알고 있다. 우리는 그러한 음모에 맞서기 위한 조치를 취하기로 결정했다. 바라건대, 이것이 제국주의 전선의 억압적인 압력에 맞서 무슬림 국가들을 강화할 것이다.

사우디 관리들은 아마디네자드의 발언에 대해 논평하지 않았지만, 사우디 공식 정부 통신사는 다음과 같이 말했다.
두 지도자는 현재 이슬람 국가를 위협하는 가장 큰 위험이 수니파와 시아파 무슬림 간의 분쟁의 불을 지피려는 시도이며, 이러한 시도에 맞서고 단결을 다지는 데 노력을 집중해야 한다고 확인했다.

사우디 외무장관 사우드 빈 파이살 빈 압둘아지즈 왕자는 다음과 같이 말했다.
양측은 이 지역에 종파 분쟁을 확산시키려는 어떠한 시도도 중단하기로 합의했다.

수니파와 시아파 무슬림 간의 단결을 위한 노력은 알라마 무함마드 타키 꿈미에 의해 시도되었다.

### 학술적 견해

#### 수니파
- 셰이크 마흐무드 샬투트 (1893년 4월 – 1963년 12월): 셰이크 샬투트는 파트와에서 12이맘 시아파의 교리에 따른 예배가 유효하다고 선언하고 시아파를 이슬람 학파로 인정했다.[309]
- 무함마드 사이드 탄타위 (1928년 10월 28일 – 2010년 3월 10일): "알라 외에는 신이 없고 무함마드가 그의 사자라고 믿는 사람은 분명히 무슬림이라고 생각한다. 그러므로 우리는 오랫동안 알아즈하르를 통해 이슬람 학파 간의 화해를 위한 많은 요구를 지지해 왔다. 무슬림들은 단합하고, 교파적 분열로부터 자신을 보호하기 위해 노력해야 한다. 시아파도 수니파도 없다. 우리는 모두 무슬림이다. 안타깝게도 일부가 의존하는 열정과 편견이 이슬람 국가의 분열의 원인이다."[310]
- 셰이크 무함마드 알가지리 (1917–1996): "모든 무슬림은 이슬람의 적과 그들의 선전에 맞서 단결해야 할 의무가 있다."[311]
- 셰이크 압드 알-마지드 살림은 아야톨라 브루제르디에게 보낸 편지에서 "시아파든 수니파든 학자들에게 가장 먼저 의무가 되는 것은 무슬림의 마음에서 불화를 제거하는 것"이라고 언급했다.[312]
- 이집트의 대 무프티인 바셀 나스르 (1996년부터 2002년까지 무프티): "알라께서 무슬림들 사이에 단합을 이루시고 그들 사이의 피끄흐 부수적 문제에 대한 적개심, 불일치, 논쟁을 제거해 주시기를 빈다."[313]

#### 시아파
- 아야톨라 세예드 후세인 브루제르디 (1875년 3월 – 1961년 3월)는 수니파의 대 무프티이자 전 알아즈하르 대학교 총장이었던 셰이크 압드 알-마지드 살림에게 편지를 보내 다음과 같이 썼다: "나는 전능하신 알라께 다른 이슬람 학파들 간의 무지, 분리 및 분열을 실제 지식과 친절, 연대로 바꾸어 주시기를 간청한다."[314]
- 아야톨라 루홀라 호메이니 (1900년 5월 – 1989년 6월): "우리는 수니파 무슬림과 하나이다. 우리는 그들의 형제이다" 그리고 "모든 무슬림은 단합을 유지해야 할 의무가 있다."[315]
- 아야톨라 세예드 알리 하메네이 (1939년 4월 출생)는 분열을 조장하는 것에 대한 파트와에서 다음과 같이 말했다: "분열은 쿠란과 순나에 위배될 뿐만 아니라 무슬림을 약화시킨다. 따라서 분열을 조장하는 것은 금지된다(하람)."[313]
- 아야톨라 알리 알시스타니 (1930년 8월 출생)는 "샤하다를 말하고 기도하며 이슬람 학파 중 하나를 따르는 사람은 무슬림인가?"라는 질문에 다음과 같이 답변했다: "샤하다를 말하고, 당신이 묘사한 대로 행동하며, 아흘 알 바이트에 대한 적개심이 없는 모든 사람은 무슬림이다."[313]